# Saumur
Pour l’article ayant un titre homophone, voir Saumure.
Pour les articles homonymes, voir Saumur (homonymie).
Saumur est une commune française, sous-préfecture du département de Maine-et-Loire, en région Pays de la Loire. Elle est la troisième commune du département en nombre d'habitants.
Le 1er février 1973, Saumur s'est associée à quatre communes limitrophes : Bagneux, Dampierre-sur-Loire, Saint-Hilaire-Saint-Florent et Saint-Lambert-des-Levées.
Saumur est particulièrement connue pour son école de cavalerie, son château et ses vins.

## Géographie

### Localisation
Saumur est située dans le Saumurois, région naturelle et ancienne division de la province d'Anjou. Les villes proches sont : Thouars (Deux-Sèvres), Loudun (Vienne), Angers et Baugé (Maine-et-Loire), Chinon et Tours (Indre-et-Loire).
La municipalité de Saumur comprend cinq communes associées depuis le 1er février 1973 :
- la ville de Saumur elle-même au centre (sur la rive gauche de la Loire et la rive droite de son affluent le Thouet) ;
- Dampierre sur Loire au sud-est (sur la rive gauche de la Loire et sur la moitié nord-ouest de l'île de Souzay qu'elle partage avec la commune limitrophe de Souzay-Champigny) ;
- Bagneux au sud-ouest (sur les rives gauches du Thouet puis de la Loire) ;
- Saint-Hilaire-Saint-Florent à l'ouest (sur la rive gauche de la Loire et au nord-ouest de Bagneux du côté extérieur de la rocade ouest, et incluant le village de Terrefort et l'aérodrome de Saumur - Saint-Florent), et ;
- Saint-Lambert-des-Levées au nord (sur la rive droite de la Loire).

Saumur est située au cœur du parc naturel régional Loire-Anjou-Touraine dont elle est la plus grande commune en nombre d'habitants.

### Communes limitrophes
| Gennes-Val-de-Loire | Vivy                             | Allonnes                                             |
| Verrie Rou-Marson   | Saumur                           | Villebernier Varennes-sur-Loire (par un quadripoint) |
| Distré              | Varrains Bellevigne-les-Châteaux | Souzay-Champigny                                     |

### Géologie
Le Saumurois, terre de tuffeau et de falun, possède près de 1 200 km de galeries souterraines et troglodytes ainsi que de 16 000 cavités dont la moitié sont à l'abandon. De nombreuses galeries sont utilisées par les entreprises angevines de vins pétillants de Saumur et par les champignonnières produisant des « champignons de Paris ».

### Hydrographie

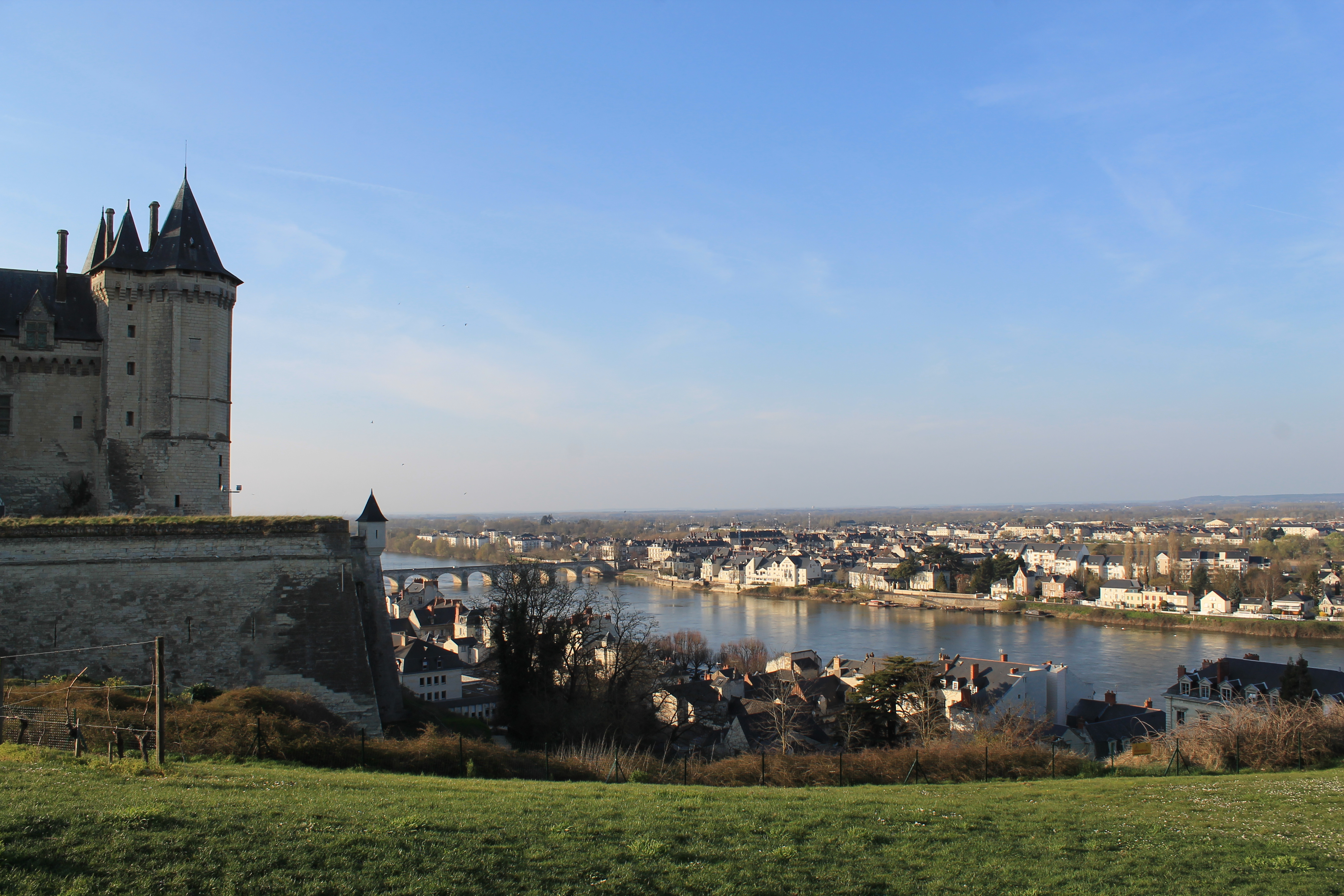
Panorama depuis la rive gauche, Vue sur l'île d'Offard.

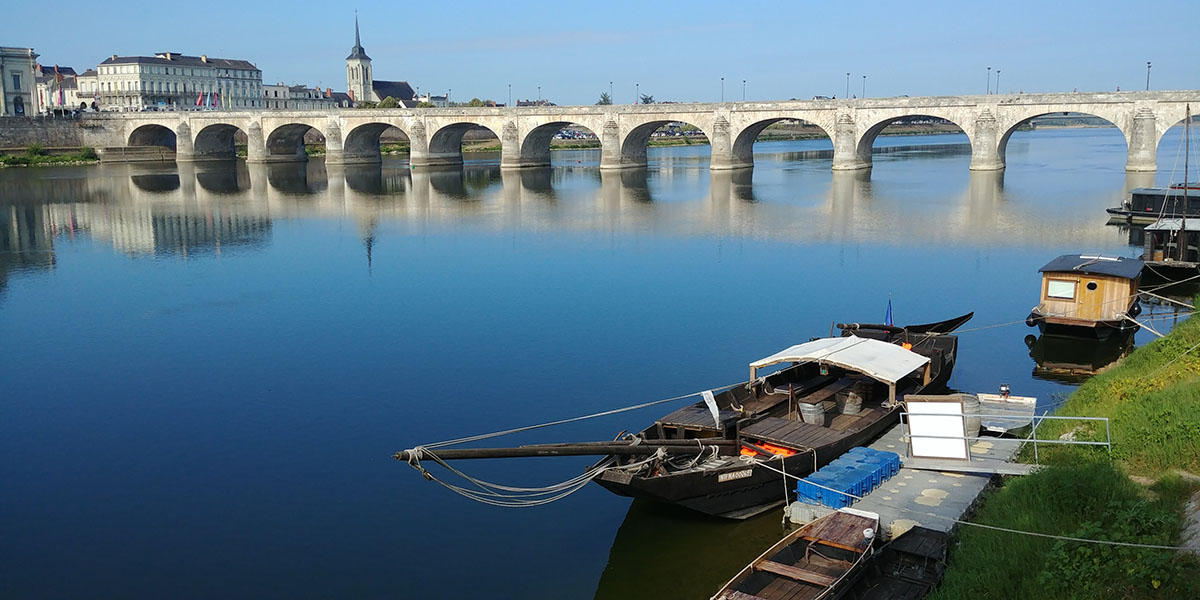
La Loire à Saumur.

La ville de Saumur est traversée de part en part par la Loire. Celle-ci entre sur le territoire communal au sud-est par deux bras de part et d'autre de l'île de Souzay (île Trotouin), elle contourne par deux bras l'île Offard (île Millocheau) au centre de la ville, puis l'île Ardouin au nord-ouest, et elle en sort au nord-ouest en passant d'abord en rive droite par Saint-Martin-de-la-Place puis en rive gauche par Chênehutte-Trèves-Cunault (commune déléguée de Gennes-Val-de-Loire). Au droit du pont Cessard, la masse d'eau issue de la Vienne n'est pas encore parfaitement mélangée à la masse d'eau issue de la Loire.
L'affluent du Thouet pénètre au sud de Saumur en longeant Bagneux vers le nord-ouest puis bifurque vers le nord-est vers Saint-Hilaire-Saint-Florent, rejoignant la Loire au lieu-dit la « Bouche Thouet », en face de l'île Ardouin.
La limite nord-est de la commune est en grande partie formée par l'Authion (affluent en rive droite de la Loire), rejointe à gauche par la boire Lévêque qui naît à Saumur sur le territoire de Saint-Lambert-des-Levées.

### Climat
Le climat qui caractérise la commune est qualifié, en 2010, de « climat océanique altéré », selon la typologie des climats de la France qui compte alors huit grands types de climats en métropole. En 2020, la commune ressort du même type de climat dans la classification établie par Météo-France, qui ne compte désormais, en première approche, que cinq grands types de climats en métropole. Il s’agit d’une zone de transition entre le climat océanique, le climat de montagne et le climat semi-continental. Les écarts de température entre hiver et été augmentent avec l'éloignement de la mer. La pluviométrie est plus faible qu'en bord de mer, sauf aux abords des reliefs.
Les paramètres climatiques qui ont permis d’établir la typologie de 2010 comportent six variables pour les températures et huit pour les précipitations, dont les valeurs correspondent à la normale 1971-2000. Les sept principales variables caractérisant la commune sont présentées dans l'encadré ci-après.
| Paramètres climatiques communaux sur la période 1971-2000 - Moyenne annuelle de température : 11,9 °C - Nombre de jours avec une température inférieure à −5 °C : 2,8 j - Nombre de jours avec une température supérieure à 30 °C : 5,8 j - Amplitude thermique annuelle : 14,7 °C - Cumuls annuels de précipitation : 618 mm - Nombre de jours de précipitation en janvier : 11,1 j - Nombre de jours de précipitation en juillet : 6,1 j |

Avec le changement climatique, ces variables ont évolué. Une étude réalisée en 2014 par la Direction générale de l'Énergie et du Climat complétée par des études régionales prévoit en effet que la température moyenne devrait croître et la pluviométrie moyenne baisser, avec toutefois de fortes variations régionales. La station météorologique de Météo-France installée sur la commune et mise en service en 1950 permet de connaître en continu l'évolution des indicateurs météorologiques. Le tableau détaillé pour la période 1981-2010 est présenté ci-après.
| Mois                                  | jan.             | fév.             | mars           | avril           | mai             | juin           | jui.          | août          | sep.           | oct.            | nov.            | déc.            | année      |
| ------------------------------------- | ---------------- | ---------------- | -------------- | --------------- | --------------- | -------------- | ------------- | ------------- | -------------- | --------------- | --------------- | --------------- | ---------- |
| Température minimale moyenne (°C)     | 2,5              | 2,3              | 4,3            | 6,2             | 9,8             | 12,7           | 14,5          | 14,2          | 11,5           | 9,1             | 5,1             | 2,8             | 7,9        |
| Température moyenne (°C)              | 5,5              | 6                | 9              | 11,3            | 15,1            | 18,4           | 20,5          | 20,3          | 17,2           | 13,5            | 8,6             | 5,8             | 12,6       |
| Température maximale moyenne (°C)     | 8,4              | 9,8              | 13,6           | 16,5            | 20,5            | 24,1           | 26,5          | 26,4          | 22,9           | 17,8            | 12,1            | 8,7             | 17,3       |
| Record de froid (°C) date du record   | −14,8 17.01.1985 | −14,4 04.02.1963 | −10,5 01.03.05 | −2,5 12.04.1986 | −0,1 03.05.1979 | 1,3 20.06.1958 | 7,5 12.07.00  | 7 30.08.09    | 1,1 11.09.1972 | −2,5 30.10.1997 | −7,2 23.11.1956 | −11 28.12.1962  | −14,8 1985 |
| Record de chaleur (°C) date du record | 17,2 15.01.1975  | 22 27.02.19      | 26,5 31.03.21  | 30,8 30.04.05   | 34,2 26.05.1953 | 42 29.06.19    | 42,3 25.07.19 | 40,1 07.08.20 | 36,4 14.09.20  | 31,2 03.10.11   | 23,8 06.11.1955 | 18,6 04.12.1953 | 42,3 2019  |
| Précipitations (mm)                   | 55,9             | 45,7             | 44,2           | 52,5            | 53,4            | 35             | 48,6          | 35,5          | 49,3           | 66,6            | 62,8            | 64,7            | 614,2      |

## Urbanisme

### Typologie
Au 1er janvier 2024, Saumur est catégorisée petite ville, selon la nouvelle grille communale de densité à sept niveaux définie par l'Insee en 2022.
Elle appartient à l'unité urbaine de Saumur, une agglomération intra-départementale regroupant cinq  communes, dont elle est ville-centre,,. Par ailleurs la commune fait partie de l'aire d'attraction de Saumur, dont elle est la commune-centre,. Cette aire, qui regroupe 31 communes, est catégorisée dans les aires de 50 000 à moins de 200 000 habitants,.

### Occupation des sols
L'occupation des sols de la commune, telle qu'elle ressort de la base de données européenne d’occupation biophysique des sols Corine Land Cover (CLC), est marquée par l'importance des territoires agricoles (55,8 % en 2018), en diminution par rapport à 1990 (60,3 %). La répartition détaillée en 2018 est la suivante :
zones urbanisées (18 %), zones agricoles hétérogènes (18 %), terres arables (14,5 %), prairies (13,8 %), forêts (10,8 %), cultures permanentes (9,4 %), eaux continentales (6,3 %), zones industrielles ou commerciales et réseaux de communication (5,4 %), espaces verts artificialisés, non agricoles (2,1 %), espaces ouverts, sans ou avec peu de végétation (1,6 %). L'évolution de l’occupation des sols de la commune et de ses infrastructures peut être observée sur les différentes représentations cartographiques du territoire : la carte de Cassini (XVIIIe siècle), la carte d'état-major (1820-1866) et les cartes ou photos aériennes de l'IGN pour la période actuelle (1950 à aujourd'hui).

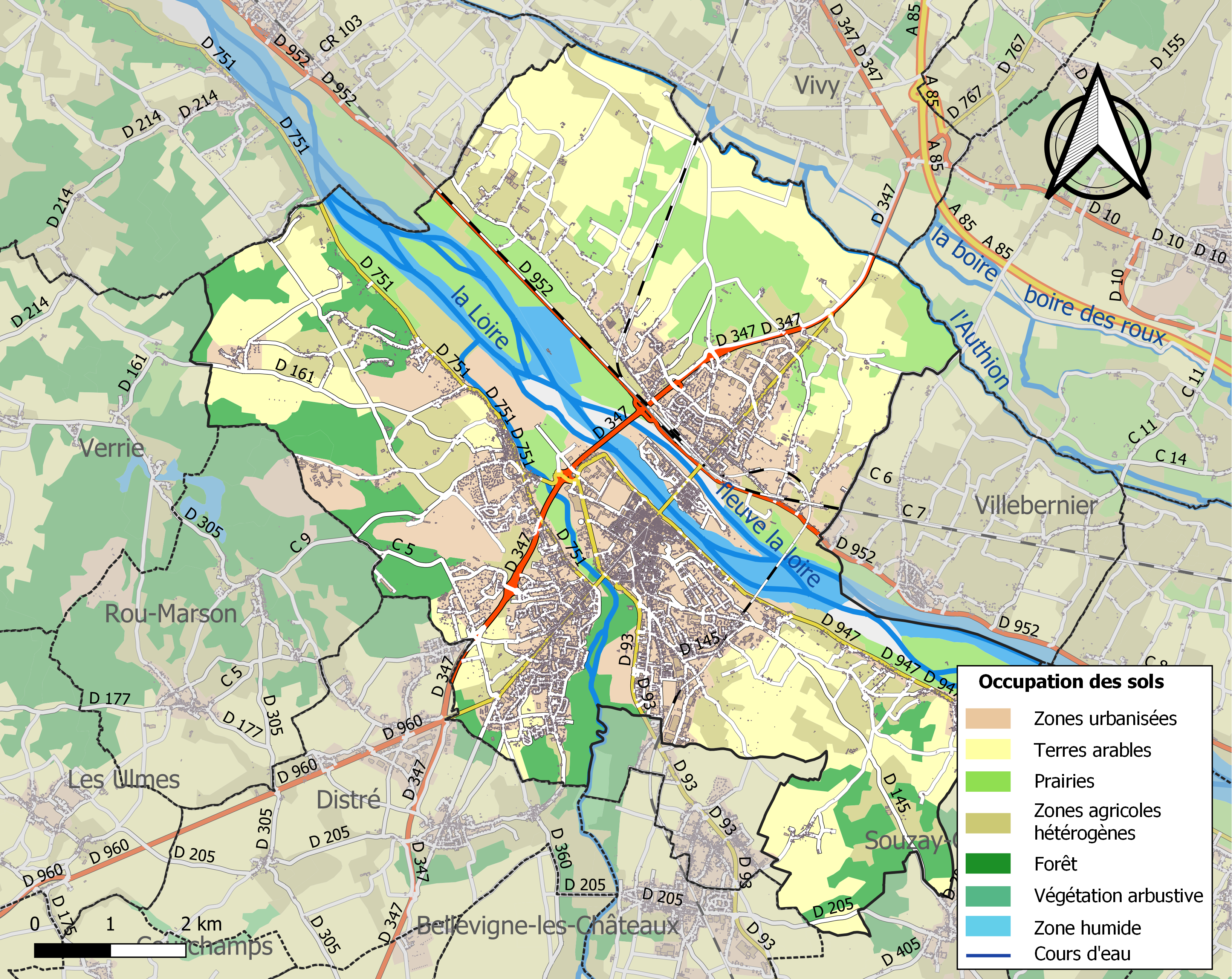
Carte des infrastructures et de l'occupation des sols de la commune en 2018 (CLC).

### Voies de communication et transports

#### Réseau routier et autoroutier
Sur la rive droite de la Loire, la D 952 entre sur la commune au sud-est et suit le fleuve en direction du nord-ouest. Sur la rive gauche, la D 947 entre au sud-est de la commune et suit le cours du fleuve jusqu'au pont du Cadre Noir. Elle y rejoint la D 93 qui entre au sud, par la commune de Bagneux.
La N 147 pénètre sur la commune par le nord et se divise en deux voies différentes : la N147 elle-même traverse Saumur et l'île Offard par le pont des Cadets de Saumur, forme des intersections avec la D 947 et la D 93 et se dirige vers le sud-ouest où elle se divise avec la D 960 juste avant de sortir de la commune. La N 347, branche de la N 147, forme une voie parallèle plus à l'ouest en traversant Saint-Lambert-des-Levées et en traversant la Loire par le pont du Cadre Noir, puis en continuant vers le sud avant de rejoindre la D 960. Enfin, la D 751 part de la N 147 sur la rive gauche pour aller longer la Loire en amont.
La ville de Saumur compte six ponts importants : un pont ferroviaire, les ponts Cessart et des Cadets de Saumur et le pont du Cadre Noir (traversé par la RD 347) sur la Loire ainsi que les ponts Fouchard et de l'Écluse sur le Thouet.

#### Transport en commun
Lignes 1 à 17 : lignes périurbaines desservant les communes de l'Agglomération.
Lignes 30 à 36 : lignes urbaines desservant le centre-ville et la périphérie de la ville.
Depuis l'été 2019, un système de navette gratuite a été mis en place par Saumur Agglobus en collaboration avec la Ville de Saumur. Son objectif, désengorger les rues du centre-ville pleines de voitures en proposant un bus gratuit desservant le parking du Chardonnet, l'office de tourisme, la mairie, la place Saint-Pierre, ainsi que la rue Beaurepaire. Depuis janvier 2020, le système appelé "Navis" est en place tous les samedis, jour de marché à la fréquence de un tour toutes les demi-heures.
Des bus mis en place par la région et pour certains en collaboration avec la SNCF desservent les Pays-de-la-Loire.

#### Réseau ferroviaire

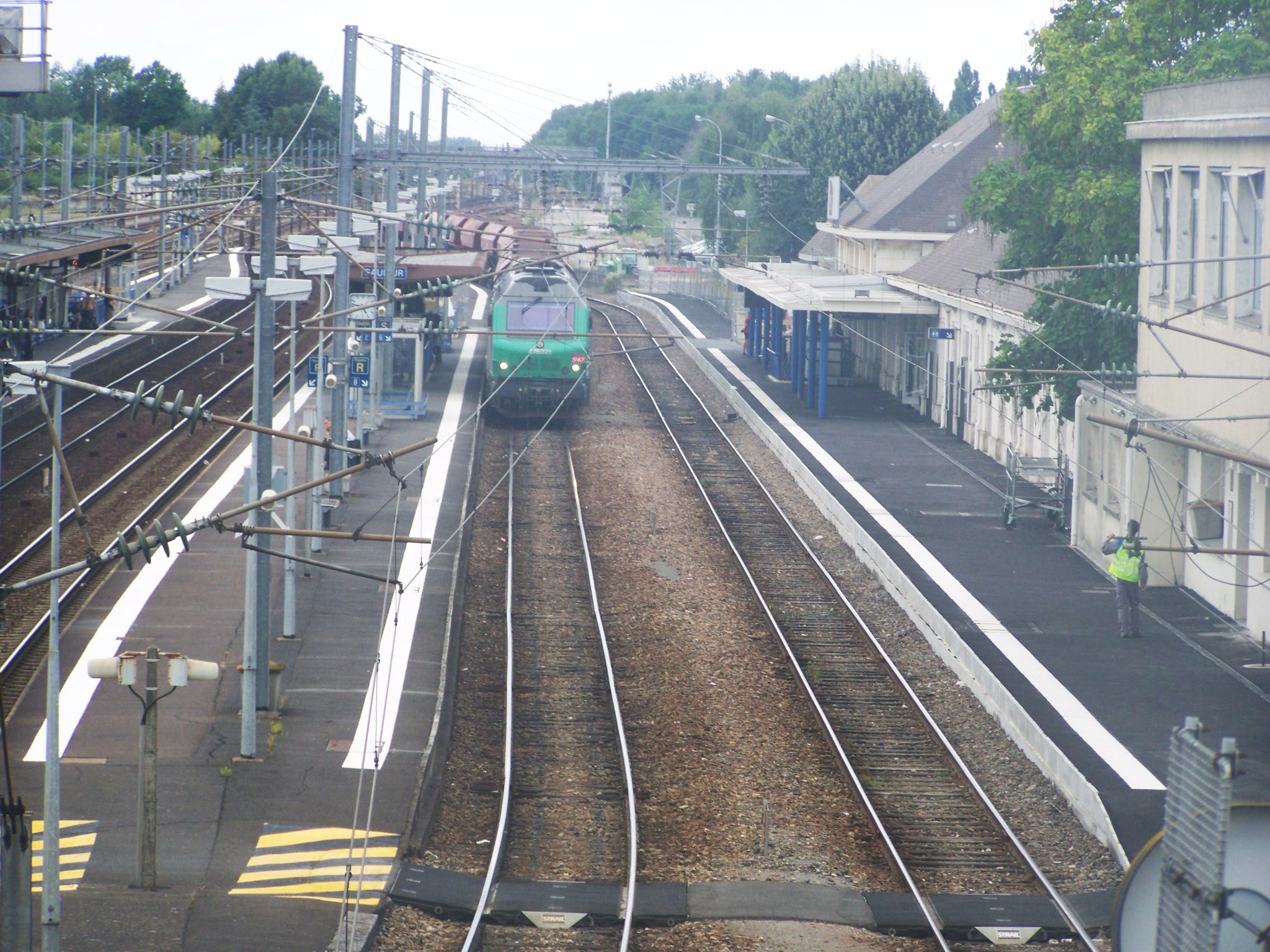
Gare de Saumur.

La gare de Saumur est ouverte depuis le 1er août 1849. Elle se situe sur les lignes Tours à Saint-Nazaire et Chartres à Bordeaux-Saint-Jean.
Des trains TER, Intercités et quelques TGV s'arrêtent à cette gare. Des trains à destination de Thouars/Bressuire, Angers, Nantes, Tours/Saint-Pierre-des-Corps, Orléans et Cholet.
En complément du réseau ferré, la SNCF met en place des bus notamment sur la ligne direction Thouars et La Flèche.
| Ligne | Caractéristiques             | Caractéristiques             | Caractéristiques             | Caractéristiques              | Caractéristiques             | Caractéristiques              | Caractéristiques             | Caractéristiques             | Caractéristiques             |
| ----- | ---------------------------- | ---------------------------- | ---------------------------- | ----------------------------- | ---------------------------- | ----------------------------- | ---------------------------- | ---------------------------- | ---------------------------- |
| L10   | BRESSUIRE ↔ Thouars ↔ SAUMUR | BRESSUIRE ↔ Thouars ↔ SAUMUR | BRESSUIRE ↔ Thouars ↔ SAUMUR | BRESSUIRE ↔ Thouars ↔ SAUMUR  | BRESSUIRE ↔ Thouars ↔ SAUMUR | BRESSUIRE ↔ Thouars ↔ SAUMUR  | BRESSUIRE ↔ Thouars ↔ SAUMUR | BRESSUIRE ↔ Thouars ↔ SAUMUR | BRESSUIRE ↔ Thouars ↔ SAUMUR |
|       | Longueur 155,8 km            | Durée 0 h 55                 | Nb. arrêts 4                 | Soirée / Dimanche - Férié · / | Horaires 5 h 57 - 20 h 45    | Réseau TER Nouvelle-Aquitaine |                              |                              |                              |

#### Cyclisme urbain
Institué en 2017, le Baromètre des villes cyclables est une enquête bisannuelle évaluant l'indice de satisfaction des usagers en France ; sur une échelle allant de 1 à 6, il leur est demandé de noter leur sentiment de sécurité, le confort de déplacement, les aménagements cyclables (piste et bande cyclable, sas vélo, double-sens cyclable, cédez-le-passage cycliste au feu…) et les possibilités de stationnement, par exemple les arceaux à vélo ; d'autres éléments sont pris en compte, tels que la place allouée aux cycles dans les transports en commun, la politique municipale de promotion du vélo comme mode de transport, la présence d'un magasin ou d'un atelier vélo solidaire et participatif, la location, le libre-service, etc. Le classement va de “A+” (excellent) à “G” (très défavorable).
En 2017, Saumur ne se classe pas. Moins de 50 personnes ont répondu à l'enquête.
En 2019, Saumur se positionne en “E” (plutôt défavorable), avec une note globale de 3,10. Il y a eu 71 contributions.
En 2021, Saumur se positionne en “D” (moyennement favorable), avec une note globale de 3,11. Par rapport à 2019, la note sur la sécurité baisse de E à F et celle sur les services et stationnements augmente de E à C. Il y a eu 209 contributions.

#### Aéroport
Saumur dispose d'un aérodrome, l’aérodrome de Saumur-Saint-Florent (code IATA : XSU • code OACI : LFOD), ouvert à la circulation aérienne publique (CAP), situé à 2,5 km à l’ouest sur l'ancienne commune de Saint-Hilaire-Saint-Florent. Il est utilisé pour la pratique d’activités de loisir et de tourisme (aviation légère, parachutisme et aéromodélisme).

## Toponymie

### Le nom de Saumur
Le nom est attesté sous les formes latinisées Salmuri en 968, puis [castrum] Salmurum, Salmurius, Salmuria et pour les premières formes françaises [Pétronille de] Salmur en 1209, Salmeur en 1240, Saumur en 1793 et 1801.
L'origine de cette formation toponymique reste obscure. Albert Dauzat y voit sans conviction un préceltique sala qu'il note curieusement sans astérisque, comprendre *sala (non attesté) « terrain marécageux », plutôt qu'un celtique salm « qui saute et qui coule ». Il est suivi d'un élément -mur non identifié.

### Autres toponymes
Saumur absorbe Saint-Florent entre 1790 et 1794, puis en 1973 les communes de Bagneux, Dampierre-sur-Loire, Saint-Hilaire-Saint-Florent et Saint-Lambert-des-Levées.
Village de Saint-Florent : Saint Florent en 1793.
Village de Bagneux : Bagneux en 1793 et 1801.
Village de Dampierre-sur-Loire : Dampierre en 1793 et 1801, puis Dampierre-sur-Loire en 1927.
Village de Saint-Hilaire-Saint-Florent : Saint Hilaire en 1793, Saint-Hilaire et Florent en 1801, pour devenir ensuite Saint-Hilaire-Saint-Florent.
Village de Saint-Lambert-des-Levées : Saint Lambert des Levées en 1793 et 1801.

## Histoire

### Préhistoire et Antiquité
La présence de monuments mégalithiques comme le dolmen de Bagneux montre l’existence d'une présence humaine dès le néolithique.

### Moyen Âge

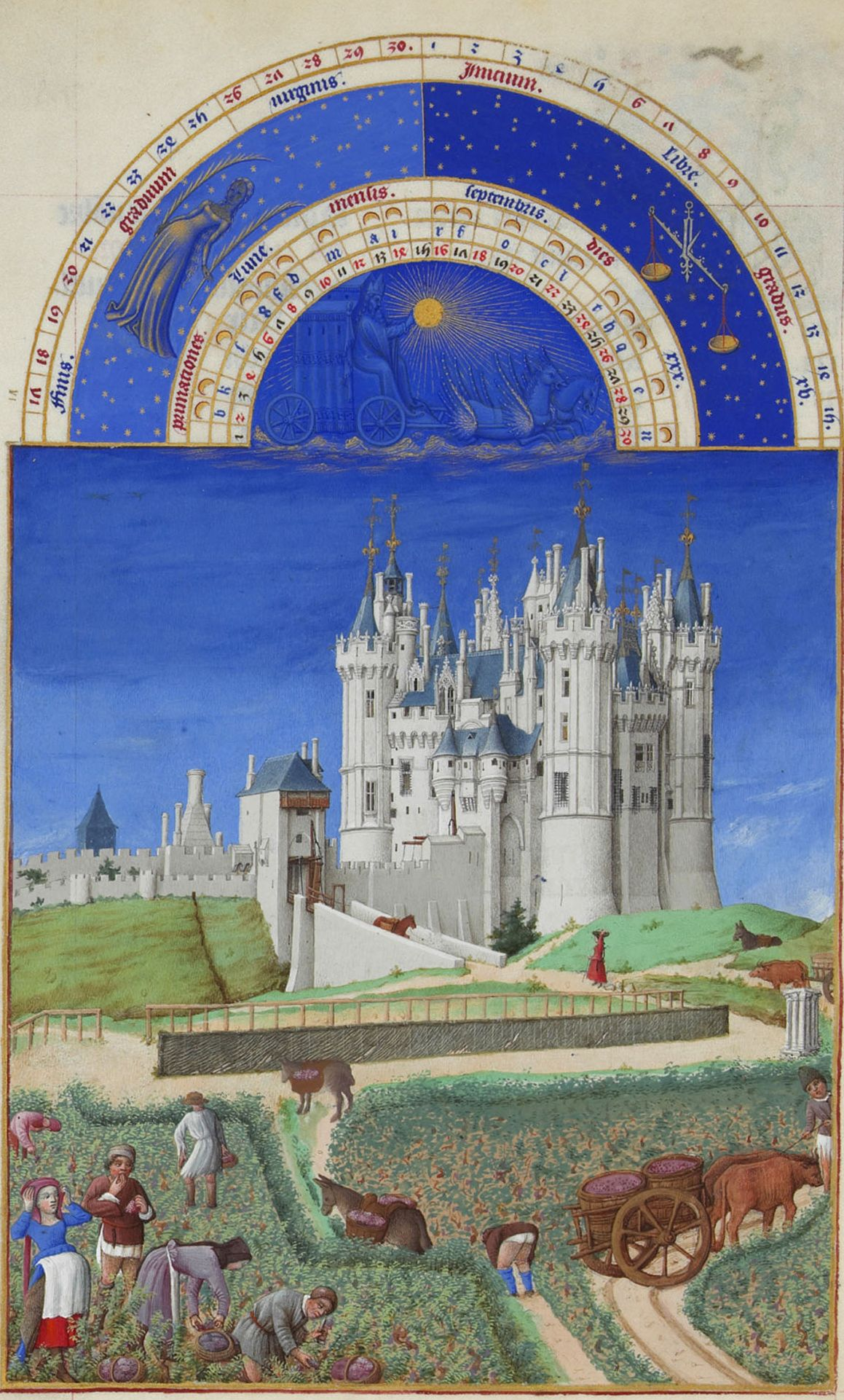
Le château de Saumur, façade sud. Miniature de septembre dans Les Très Riches Heures du duc de Berry, vers 1440, musée Condé, Ms.65, f.9v.

En 845, Saumur est pillée par le chef viking Hasting.
Vers 960, Thibaut le Tricheur fait construire le château de Saumur.
À la fin du Xe siècle, Gelduin, seigneur de Saumur, est vassal des comtes de Blois, ce qui en fait un ennemi du puissant comte d'Anjou, Foulques III Nerra. Alors que Foulque est sur le point d'assiéger Saumur, Gelduin obtient une trêve. C'est à cette occasion que Foulque, prenant son adversaire au mot, entame la construction d'une tour sur la rive gauche de la Loire qu'il aurait baptisée Trève. En 1026, Foulque Nerra s'empare de Saumur. Le monastère Saint-Florent est détruit. Un nouveau monastère est consacré cinq ans plus tard par l'évêque d'Angers.
La ville est prise en 1203 par Philippe Auguste, qui l'incorpore au domaine royal. Saint Louis y donne en 1241 une fête si fabuleuse qu'on l'appela la « Non-Pareille ».
En 1343, le sel devient un monopole d'État par une ordonnance du roi Philippe VI de Valois, qui institue la gabelle, la taxe sur le sel. L'Anjou fait partie des pays de « grande gabelle » et comprend seize tribunaux spéciaux ou « greniers à sel », dont celui de Saumur. Le 6 décembre 1370, Bertrand Du Guesclin, chevalier et connétable de France, reprend Saumur aux troupes anglaises.
En 1446 est tenu un célèbre pas d'armes (joute chevaleresque suivant un scénario théâtral) hors les murs du château, à l'initiative du roi René contre le duc d'Alençon.

### XVIe–XVIIIesiècles

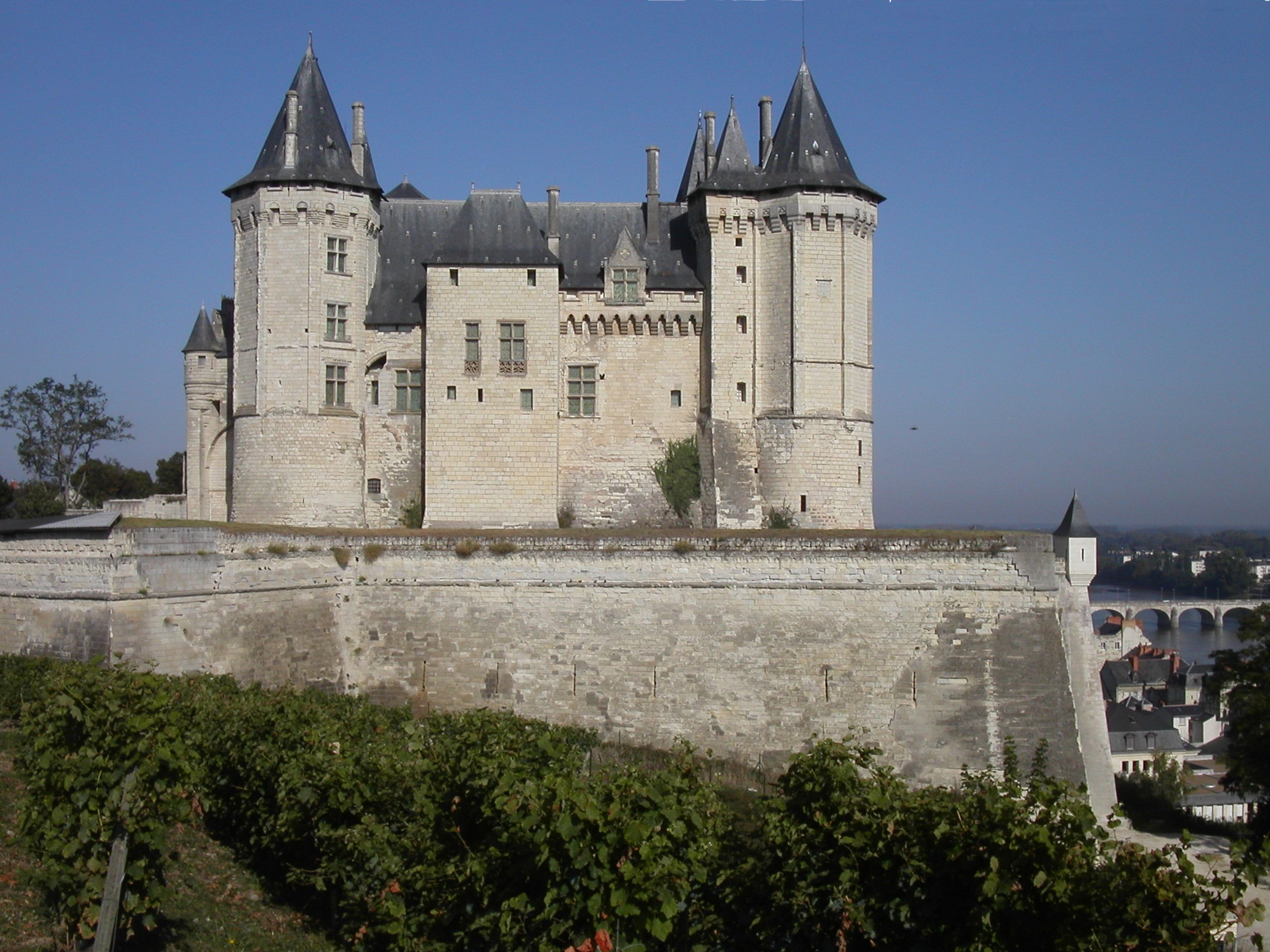
Château de Saumur.

Le siècle de la Réforme est la grande époque historique de Saumur. Les idées nouvelles y furent promptement et vivement accueillies car la bourgeoisie de Saumur était arrivée à un état très développé de richesse, de commerce actif, de liberté municipale. Non seulement, elle se montra favorable au calvinisme, suivant en cela l’impulsion générale de la bourgeoisie mais elle eut même une raison de plus pour embrasser avec enthousiasme : l'abbaye de Saint-Florent et celle de Fontevrault pesaient sur elle de deux côtés, retenaient son essor et, avec leurs privilèges, la pressaient comme dans un étau pour en exprimer la substance à leur profit. Le protestantisme représenta donc pour Saumur spécialement une doctrine et un effort d'affranchissement.
Quand les partis en arrivèrent à un état de lutte matérielle, Saumur prit fait et cause pour la religion réformée. Les églises furent pillées et dévastées ; les représailles passionnées de la population frappèrent surtout l'abbaye de Saint-Florent. En 1565, Charles IX et Catherine de Médicis vinrent en Anjou. Saumur étant occupé par le prince de Condé et par ses troupes protestantes, le roi et sa mère ne purent y entrer, et passèrent outre. Plus tard, Saumur fut enlevé au prince de Condé par le duc de Montpensier. Saumur subit ainsi les vicissitudes de la lutte entre catholiques et protestants, mais resta invariable dans son esprit et dans ses sympathies protestantes. La Saint-Barthélemy y passa sans éteindre plus qu'ailleurs le protestantisme dans le sang qu’elle y fit pourtant abondamment couler.
En 1576, quelques années après ce massacre, le roi Henri de Navarre (futur Henri IV), échappé de Paris, vint se réfugier à Saumur, où il fut reçu avec empressement. Il s'y établit pendant plusieurs semaines, vivant sans religion, le roi ne se pressant pas de retourner au protestantisme. En 1589, par le traité conclu entre lui et Henri III, Saumur lui fut cédé comme place de sûreté et comme passage sur la Loire. Cette ville fut donc, en quelque sorte, pour le futur roi la première marche du trône de France. Henri de Navarre confia la garde de Saumur à un de ses fidèles amis, l'une des figures les plus élevées et les plus expressives du protestantisme, Philippe Duplessis-Mornay, et en maintint le gouvernement quand il fut devenu roi.
Décrit comme possédant la distinction du gentilhomme qu'il était de naissance, l’austérité d’un plébéien, la science et la forme des plus lettrés de son temps, le courage d'un soldat et l’habileté d’un capitaine à la guerre, le zèle d’un apôtre pour sa religion et la mesure d’esprit d’un homme politique, Duplessis-Mornay a exercé une immense influence sur Saumur et sur son développement. Sous le gouvernement de celui que les catholiques appelaient « le pape des huguenots », Saumur en devint naturellement la métropole, autant qu'il pouvait en être le pape. Il y fit construire à ses frais un temple pour l'exercice du culte réformé. Il y fonda l'académie protestante, dont la renommée s'étendit non seulement en France, mais dans toute l'Europe, et à laquelle furent attachés comme professeurs les hommes les plus distingués du dedans et du dehors, et qui fut un foyer puissant de haut enseignement destiné à la jeunesse de la nouvelle religion. Des érudits à la renommée internationale comme Marc Duncan, Moïse Amyraut, Louis Cappel, Josué de la Place ou Tanneguy Le Fèvre, le père d'Anne Dacier, née à Saumur en 1654, figurèrent, entre autres, au nombre des professeurs de cette prestigieuse institution qui accueillit en outre de très nombreux étudiants étrangers, dont William Penn, le fondateur de la Pennsylvanie.
Les établissements de Duplessis, son influence et son administration, donnèrent une grande importance à la ville, et y attirèrent de toutes parts les familles protestantes. Catherine de Navarre, sœur de Henri IV, tant que l'avènement de son frère fut contesté par la Ligue, fixa sa résidence à Saumur. En 1596, les protestants y tinrent un synode national sous la direction et sous les auspices de Duplessis-Mornay. Bodin estime que la population de la ville s'éleva rapidement, et qu'elle atteignit jusqu’à 25 000 habitants. Le château fut réparé par Duplessis, qui l'habitait, et reçut de lui ses dernières augmentations et les compléments importants qui l'ont mis à peu de chose près dans l'état où il est encore.
La mort de Henri IV émut vivement les protestants, qui tinrent, en 1611 une assemblée générale à Saumur, où toutes les provinces envoyèrent des députés, parmi lesquels figuraient les ducs de Bouillon, de Sully, de Rohan, etc. Duplessis fut le président de cette assemblée qui dura quatre mois et pendant lesquels Saumur offrit l’aspect et l’animation d’une capitale. Duplessis-Mornay conserva, sous le nouveau règne de Louis XIII, le gouvernement de Saumur jusqu’en 1621, époque à laquelle, la querelle des protestants et des catholiques jugée éteinte, on le lui enleva. On aurait peut-être pu ménager la position de Duplessis en considération de l’homme, mais on ne le fit pas. On lui offrit des compensations, le bâton de maréchal de France et 100 000 écus qu'il refusa avec hauteur. Profondément blessé de la défiance dont il était l’objet, il se retira au fond du Poitou, dans une de ses terres, où il mourut deux ans après.

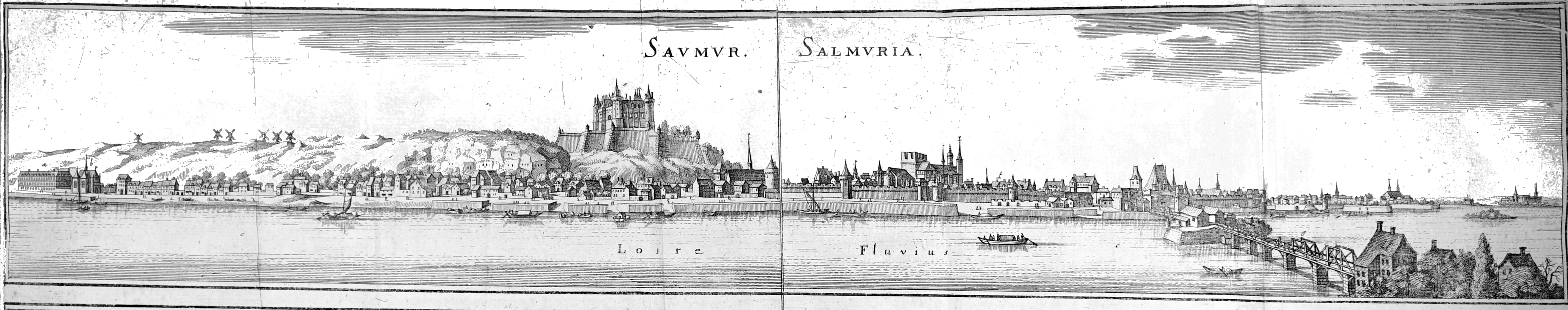
Saumur en 1657, vue tirée de la Topographia Galliæ.

Au temps de la Fronde, Saumur resta fidèle au roi. Mazarin et toute la cour y vinrent, en 1652, pour agir contre Angers, un moment révolté. Turenne, abandonnant la Fronde, y rejoignit la cour et y fit sa réconciliation avec elle. La révocation de l’édit de Nantes, en 1685, frappa cruellement Saumur. C'est la plus grande calamité dont cette ville ait été atteinte dans tout le cours de son histoire. Les protestants émigrèrent en masse et la population tomba à 6 000 habitants, c’est-à-dire qu’elle diminua dans la proportion des deux tiers, ces deux tiers renfermant la partie prépondérante par ses lumières, son activité, son industrie et ses richesses. L'édifice de prospérité élevé par Duplessis-Mornay s'écroula complètement.
La ville de Saumur passa, par cet événement, à un état de tristesse, de vide et de silence qui dura jusqu'à 1763. À cette époque, il y vint en garnison un régiment de carabiniers, corps d’élite formé sous les auspices de Louis XIV, qui avait voulu en être le premier maître-de-camp, qui en avait donné le commandement au duc du Maine, son fils naturel, et qui l'avait décoré de sa devise Nec pluribus impar. Ce corps était recruté dans tous les régiments de cavalerie et composé des plus beaux hommes de l'armée et de ses officiers les plus distingués. Dans l'état lamentable où était Saumur, l'arrivée de ce régiment fut une révolution importante pour la ville qui lui doit sa physionomie actuelle. Les maris furent plus que retenus, les femmes le furent aussi d’abord ; mais elles persévérèrent moins, et le point de contact entre les carabiniers et la bourgeoisie saumuroise s'établit par elles. Les carabiniers se mirent à jouer la comédie ; on alla les voir. Ils donnèrent des fêtes, on leur en rendit ; peu à peu l'union devint parfaite, et on se félicita de posséder le régiment.
Les carabiniers restèrent à Saumur jusqu'à la Révolution. Ils y construisirent un très beau quartier pour se loger. Une école d'équitation, à laquelle furent envoyés des officiers de tous les corps, où vinrent comme amateurs un grand nombre de jeunes gens des familles riches, et qui fut le premier germe de la grande école de cavalerie que possède actuellement Saumur, fut créée et organisée dans le régiment. L'école d’équitation et le régiment formèrent ainsi une institution déjà remarquable que visita, en 1777, l’empereur Joseph II, frère de la jeune reine Marie-Antoinette. Pendant les vingt-cinq ans que Saumur eut le régiment de carabiniers, sa population s’éleva péniblement de 6 000 à 10 000. On était encore loin des 25 000 de l'époque de la splendeur protestante, mais son commerce reprit de l’activité dans la même proportion, son aspect se releva et la ville éteinte de 1685 se remit en mouvement pour devenir la ville d'aujourd’hui.

### La Révolution
Après que l'Assemblée constituante eut décidé la création des départements, des réunions se tinrent aussitôt dans l'hôtel du duc Antoine-César de Choiseul-Praslin  député de la noblesse de la sénéchaussée d'Angers : une trentaine de députés (des trois provinces) envisagent de rétrocéder des territoires au Poitou et de subdiviser le domaine restant en quatre départements (soit environ 324 lieues carrées, ou 6 561 km2 actuel) autour des capitales traditionnelles que sont Tours, Angers, Le Mans, et autour de la ville de Laval qui récupérerait des terres du Maine et de l'Anjou.
Le 12 novembre 1789, 25 députés (des trois provinces) approuvent ce partage, mais les deux représentants de Saumur, Jean-Étienne de Cigongne (pour le tiers état) et Charles-Élie de Ferrières (pour la noblesse) se dissocient de cette décision : ils plaident en faveur d'un département de Saumur situé au carrefour des trois provinces de l'Anjou, de la Touraine et du Poitou, avec Loudun pour le partage des pouvoirs, et accusent les représentants d'Angers de s'entendre avec leurs collègues du Maine et de Touraine pour le dépeçage de la sénéchaussée de Saumur, les accusent également d'abandonner à la Touraine 24 paroisses anciennement angevines autour de Château-la-Vallière et de Bourgueil : le mécontentement grandit, la population de Bourgueil manifeste pour son maintien dans l'Anjou et se solidarise avec Saumur, pendant que les représentants de Chinon tentent également de créer leur propre département...
Le 14 janvier 1790, l'Assemblée nationale décrète que « Saumur et le Saumurois resteront en région d'Anjou », intégrés dans le département de « Mayenne-et-Loire » (futur « Maine-et-Loire »). Le lundi 24 mai 1790, Angers devient préfecture, le nouveau département est définitivement constitué : l'Assemblée constituante entérine cette structure le 22 juin 1790 et le Roi le 25 juin 1790. Afin de calmer la susceptibilité des Saumurois, les 36 membres du nouveau conseil du département portent à leur présidence Gilles Blondé de Bagneux, ancien maire de Saumur. Ainsi, jusqu'en novembre 1791, le premier président du conseil général de Maine-et-Loire sera saumurois. Cigongne est désigné président du tribunal de commerce de la ville.
Après la prise de Bressuire le 2 mai et de Thouars le 5 mai, la bataille de Saumur a lieu le 9 juin 1793. L' Armée catholique et royale de Vendée reprend la ville et y fait prisonniers 11000 "bleus" et un butin de 15000 fusils, 80 canons.
Lors de la Terreur Angevine, du 13 au 25 décembre 1793, 29 prisonniers sont guillotinés à Saumur, 403 sont fusillés, 19 acquittés. Parmi les 99 martyrs d'Angers, cinq Saumuroises d'origine sont fusillées le 1er février 1794 à Avrillé. Une plaque commémorative est visible en l'église Saint-Nicolas ainsi que des reliques dans le nouvel autel.

### Seconde Guerre mondiale

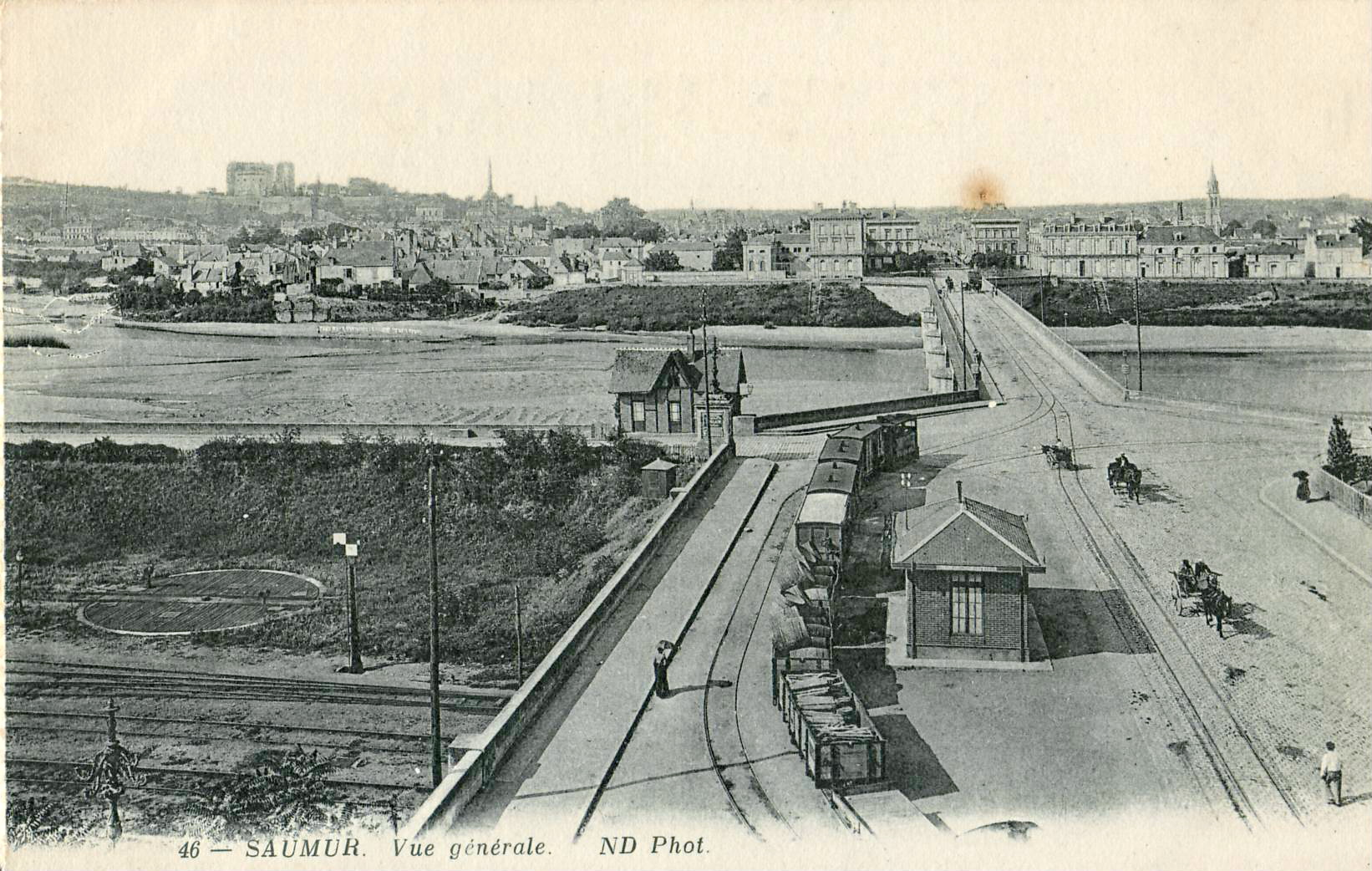
Gare du tramway de Saumur devant la gare de Saumur-Rive-Droite.

Durant la Seconde Guerre mondiale, dans le cadre de la campagne de France en 1940, les troupes allemandes arrivent aux portes de la ville : les 786 élèves officiers de réserve de l’École de cavalerie, rejoints par les élèves sous-officiers de l’école de Saint-Maixent et une compagnie de tirailleurs nord-africains, soit environ 2 200 hommes sous les ordres du Colonel Charles Michon, tentèrent d’interdire le passage du pont à la première division de cavalerie allemande (1. Kavallerie-Division (Wehrmacht)).
Dépourvus d'armements lourds et antichars, de blindés et d’appui aérien, ils résisteront à un ennemi bien supérieurement armé durant 36 heures, jusqu'au 20 juin ou l’ordre de retraite sera ordonné par le général Pichon.
La résistance des officiers et de leurs élèves ont impressionné le général Feldt, commandant la division allemande, raison pour laquelle il fit libérer les prisonniers français début juillet, ce qui leur permit de rejoindre la zone libre.
Saumur fut considérablement endommagée lors des bombardements de 1940, et eut des dizaines de morts civils, mais le château et la vieille ville ne furent pas touchés par les combats.
Le jeudi 1er juin 1944 et le lendemain, deux grands bombardements anglo-américains ont lieu : la gare est hors d'usage, les voies ferrées sont coupées, les arches du pont des Sept-Voies se sont effondrées. Des bombes à retardement explosèrent pendant vingt heures, tuant ou blessant nombre de résidents sortis des abris. Le bilan s’élève à 87 morts, et beaucoup plus de blessés.

### Après-guerre
Après avoir absorbé Saint Florent, entre 1790 et 1794, le 1er février 1973 Saumur fusionne avec Bagneux, Dampierre-sur-Loire, Saint-Hilaire-Saint-Florent et Saint-Lambert-des-Levées (fusion association).
Le 22 avril 2001, vers 2 heures du matin, le rempart nord du château de Saumur - âgé de plus de 400 ans - s'écroule. Le front de 45 mètres de long sur 35 mètres de haut s’est effondré sur lui-même, provoquant des dégâts matériels importants en contrebas du coteau (quatre maisons et le foyer de jeunes travailleurs sont détruits), mais sans faire de victime. Sous l'égide des Bâtiments de France, le rempart est restauré à l'identique et inauguré le 23 juin 2007,.

## Politique et administration

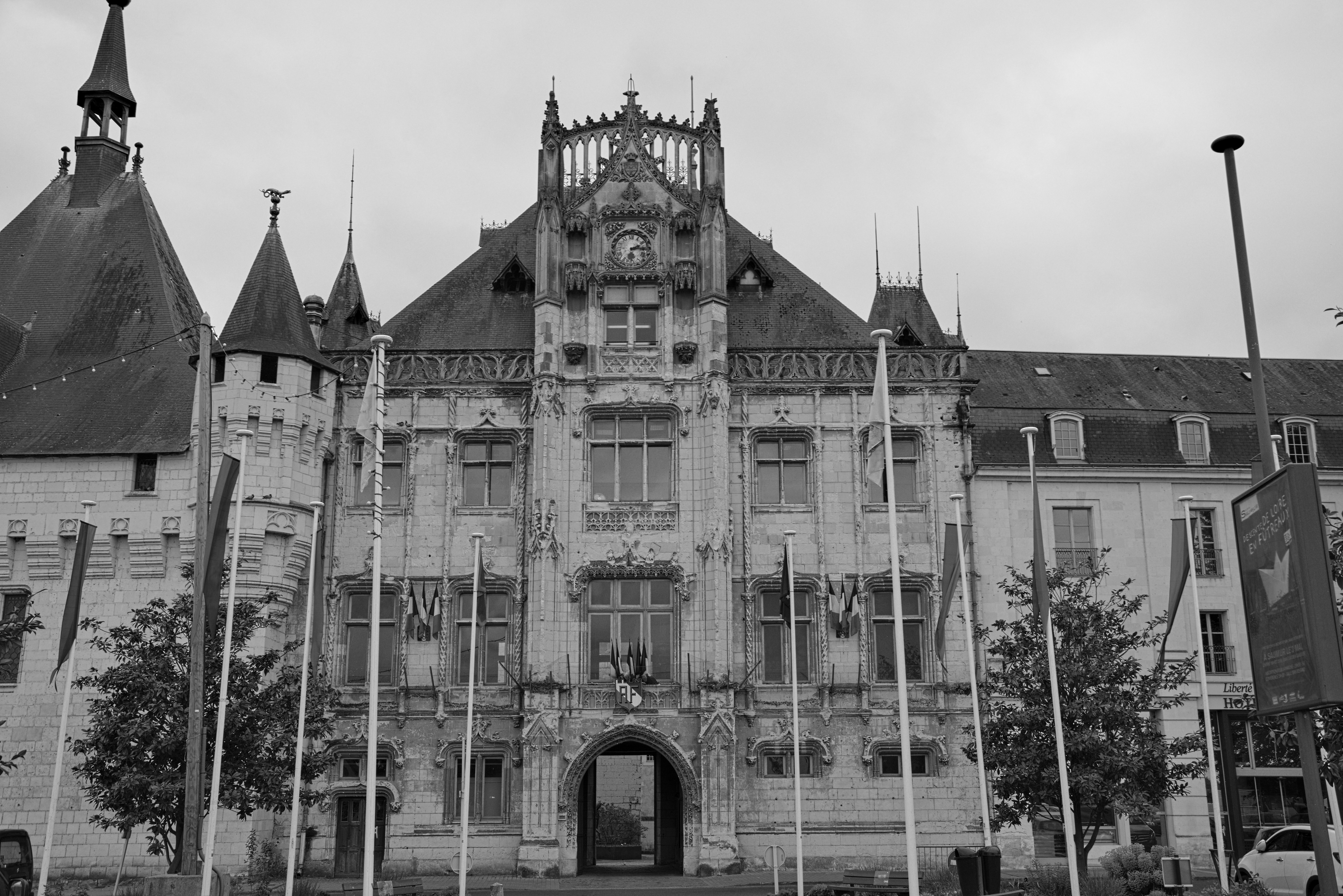
L'hôtel de ville de Saumur.

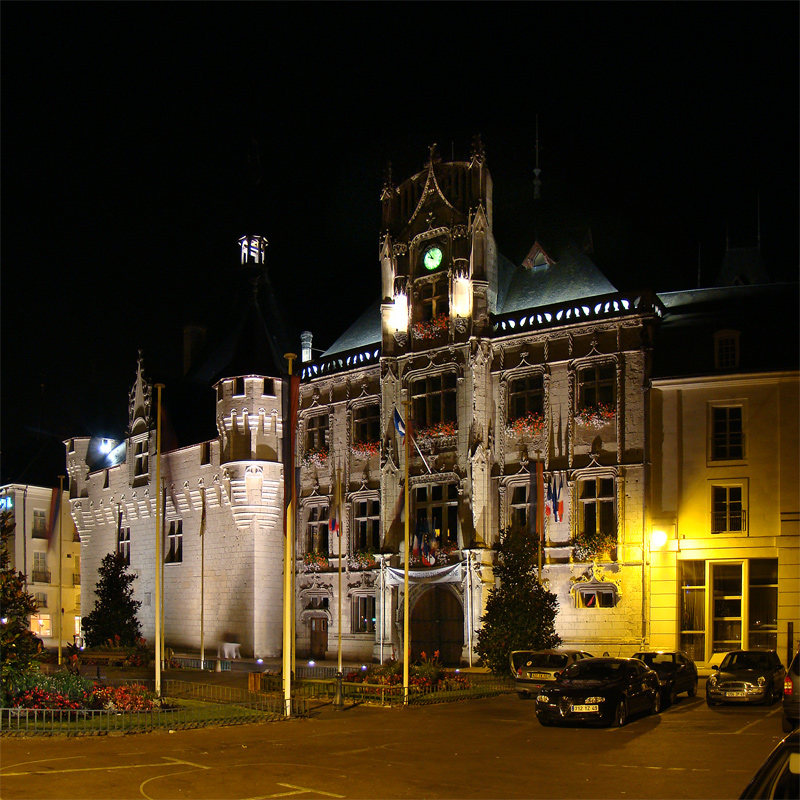
L'hôtel de ville de Saumur de nuit.

### Administration ancienne
Sous l'Ancien Régime, la sénéchaussée de Saumur dirigée par un gouverneur, administre un territoire qui englobe Bourgueil jusqu'à Gizeux au nord, s'étend au-delà de Loudun, vers le sud-est jusqu'à Mirebeau, à l'est jusqu'à la ville de Richelieu, au sud jusqu'à Bouillé-Loretz et à l'ouest jusqu'aux confins des Mauges.
Centre judiciaire sous l'Ancien Régime, la ville devient en 1800, le siège d'une sous-préfecture aux fonctions tertiaires dominantes.

### Administration municipale
Le conseil municipal de Saumur compte 35 membres, dont le maire, quatre maires-délégués des quatre communes associées et neuf adjoints.
Jackie Goulet est l'actuel maire de la ville de Saumur.

### Intercommunalité
La commune est membre de la communauté d'agglomération Saumur Val de Loire.

### Autres circonscriptions
Jusqu'en 2014, Saumur est chef-lieu de deux cantons, canton de Saumur-Nord et canton de Saumur-Sud, et fait partie de l'arrondissement de Saumur. Le département compte alors quarante-et-un cantons ; circonscriptions électorales servant à l'élection des conseillers généraux, membres du conseil général du département. Dans le cadre de la réforme territoriale, un nouveau découpage territorial pour le département de Maine-et-Loire est défini par le décret du 26 février 2014. Les deux cantons disparaissent, et la commune est rattachée au canton de Saumur, dont elle devient bureau centralisateur, avec une entrée en vigueur au renouvellement des assemblées départementales de 2015.

### Jumelages
- Verden (Allemagne)
  - C'est la première ville à s’être jumelée avec Saumur le 19 juin 1967. Ce jumelage s’inscrit dans l’histoire des relations franco-allemandes avec la volonté de rapprocher les populations et de créer des liens d’amitié. Verden est une ville du Nord de l’Allemagne (Basse-Saxe), située sur l’Aller, chef-lieu du district homonyme, avec 28 000 habitants. C'est en Allemagne la capitale du cheval.
- Warwick (Royaume-Uni)
  - Ville du Centre de l’Angleterre sur la rivière Avon, est jumelée avec Saumur depuis le 19 mars 1976. Warwick est le chef-lieu du Warwickshire, avec environ 18 000 habitants.
- Havelberg (Allemagne)
  - À la suite de la chute du mur de Berlin, Havelberg, petite ville de Saxe-Anhalt, en ex-Allemagne de l’Est, entretient des relations privilégiées avec Verden, jumelée à Saumur. Il était donc naturel qu’un pacte d’amitié avec Havelberg (7 500 habitants) soit signé le 21 septembre 1991.
- Asheville (États-Unis)
  - Asheville est liée à Saumur par un pacte d’amitié depuis le 21 mars 1996. Située en Caroline du Nord, Asheville est une ville résidentielle de 70 000 habitants, située dans une région vallonnée, avec un château construit par la famille Vanderbilt. Les relations associatives permettent des échanges suivis entre Saumur et Asheville.
- Ruşeţu (Roumanie)
  - Depuis le 3 juillet 1989, la ville de Saumur parraine Ruşeţu (5 000 habitants), située à 130 km de Bucarest en Roumanie. Saumur a initié des actions de coopération et de solidarité vers les habitants de cette ville.
- Formigine (Italie)
  - Depuis 2013

## Population et société

### Démographie

#### Évolution démographique
L'évolution du nombre d'habitants est connue à travers les recensements de la population effectués dans la commune depuis 1793. Pour les communes de plus de 10 000 habitants les recensements ont lieu chaque année à la suite d'une enquête par sondage auprès d'un échantillon d'adresses représentant 8 % de leurs logements, contrairement aux autres communes qui ont un recensement réel tous les cinq ans,.

En 2022, la commune comptait 26 074 habitants, en évolution de −3,87 % par rapport à 2016 (Maine-et-Loire : +2,12 %, France hors Mayotte : +2,11 %).
| 1793   | 1800  | 1806  | 1821   | 1831   | 1836   | 1841   | 1846   | 1851   |
| ------ | ----- | ----- | ------ | ------ | ------ | ------ | ------ | ------ |
| 12 300 | 9 585 | 9 984 | 10 454 | 10 652 | 12 020 | 12 258 | 12 566 | 14 119 |

| 1856   | 1861   | 1866   | 1872   | 1876   | 1881   | 1886   | 1891   | 1896   |
| ------ | ------ | ------ | ------ | ------ | ------ | ------ | ------ | ------ |
| 14 505 | 14 079 | 13 663 | 12 552 | 13 822 | 14 186 | 14 187 | 14 867 | 16 440 |

| 1901   | 1906   | 1911   | 1921   | 1926   | 1931   | 1936   | 1946   | 1954   |
| ------ | ------ | ------ | ------ | ------ | ------ | ------ | ------ | ------ |
| 16 233 | 16 392 | 16 198 | 15 956 | 16 210 | 16 532 | 17 158 | 17 635 | 18 169 |

| 1962   | 1968   | 1975   | 1982   | 1990   | 1999   | 2006   | 2011   | 2016   |
| ------ | ------ | ------ | ------ | ------ | ------ | ------ | ------ | ------ |
| 20 773 | 21 551 | 32 515 | 32 149 | 30 131 | 29 857 | 28 654 | 27 093 | 27 125 |

| 2021   | 2022   | - | - | - | - | - | - | - |
| ------ | ------ | - | - | - | - | - | - | - |
| 26 215 | 26 074 | - | - | - | - | - | - | - |

#### Pyramide des âges
En 2018, le taux de personnes d'un âge inférieur à 30 ans s'élève à 32,5 %, soit en dessous de la moyenne départementale (37,2 %). À l'inverse, le taux de personnes d'âge supérieur à 60 ans est de 32,6 % la même année, alors qu'il est de 25,6 % au niveau départemental.
En 2018, la commune compte 12 402 hommes pour 14 197 femmes, soit un taux de 53,37 % de femmes, légèrement supérieur au taux départemental (51,37 %).
Les pyramides des âges de la commune et du département s'établissent comme suit.
| Hommes | Classe d’âge | Femmes |
| ------ | ------------ | ------ |
| 1,1    | 90 ou +      | 2,6    |
| 9,7    | 75-89 ans    | 14,0   |
| 18,1   | 60-74 ans    | 19,1   |
| 20,3   | 45-59 ans    | 19,6   |
| 15,9   | 30-44 ans    | 14,1   |
| 18,9   | 15-29 ans    | 16,3   |
| 16,0   | 0-14 ans     | 14,2   |

| Hommes | Classe d’âge | Femmes |
| ------ | ------------ | ------ |
| 0,9    | 90 ou +      | 2,1    |
| 7      | 75-89 ans    | 9,5    |
| 16,2   | 60-74 ans    | 16,9   |
| 19,4   | 45-59 ans    | 18,7   |
| 18,2   | 30-44 ans    | 17,5   |
| 18,8   | 15-29 ans    | 17,6   |
| 19,5   | 0-14 ans     | 17,6   |

#### Population des anciennes communes

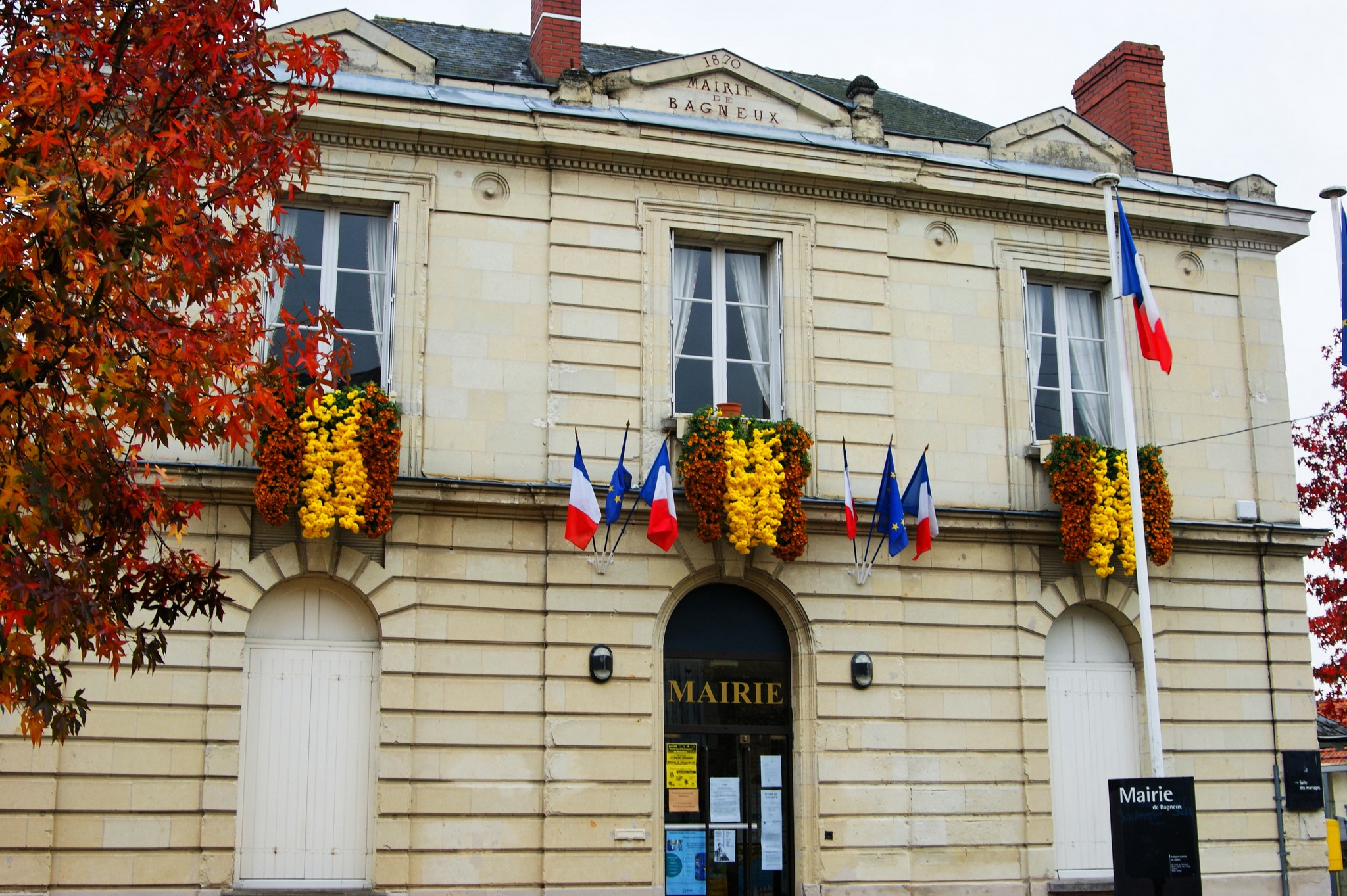
La mairie de Bagneux.

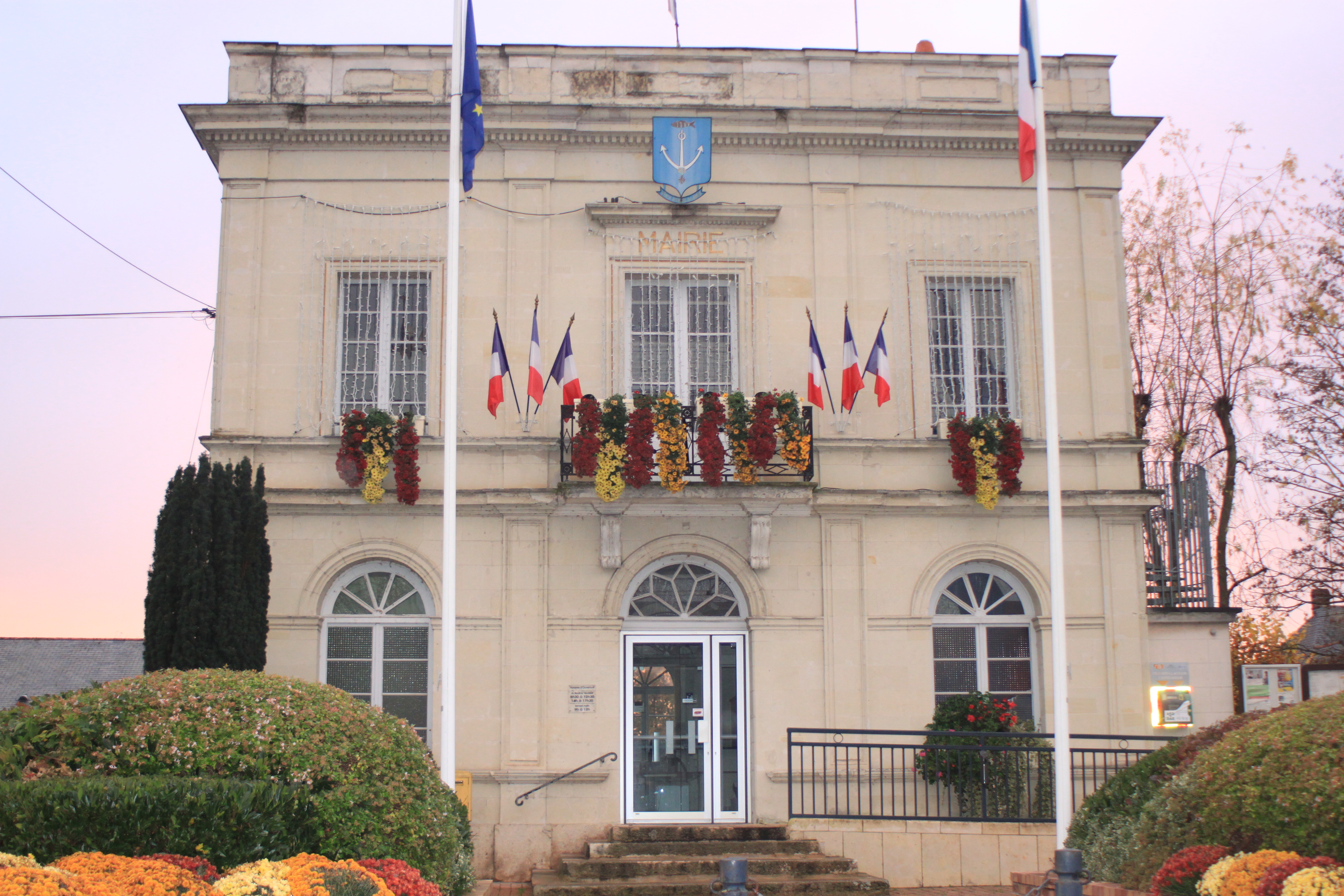
La mairie de Saint-Lambert.

| 1793   | 1800  | 1806  | 1821   | 1831   | 1836   | 1841   | 1846   | 1851   |
| ------ | ----- | ----- | ------ | ------ | ------ | ------ | ------ | ------ |
| 12 300 | 9 585 | 9 984 | 10 454 | 10 652 | 12 020 | 12 258 | 12 566 | 14 119 |

| 1856   | 1861   | 1866   | 1872   | 1876   | 1881   | 1886   | 1891   | 1896   |
| ------ | ------ | ------ | ------ | ------ | ------ | ------ | ------ | ------ |
| 14 505 | 14 079 | 13 663 | 12 552 | 13 822 | 14 186 | 14 187 | 14 867 | 16 440 |

| 1901   | 1906   | 1911   | 1921   | 1926   | 1931   | 1936   | 1946   | 1954   |
| ------ | ------ | ------ | ------ | ------ | ------ | ------ | ------ | ------ |
| 16 233 | 16 392 | 16 198 | 15 956 | 16 210 | 16 532 | 17 158 | 17 635 | 18 169 |

| 1962   | 1968   | 1972 | - | - | - | - | - | - |
| ------ | ------ | ---- | - | - | - | - | - | - |
| 20 773 | 21 551 | -    | - | - | - | - | - | - |

| 1793 | 1800 | 1806 | 1821 | 1831 | 1836 | 1841 | 1846 | 1851 |
| ---- | ---- | ---- | ---- | ---- | ---- | ---- | ---- | ---- |
| 166  | 185  | 155  | 210  | 252  | 309  | 392  | 478  | 846  |

| 1856 | 1861  | 1866  | 1872  | 1876  | 1881  | 1886  | 1891  | 1896  |
| ---- | ----- | ----- | ----- | ----- | ----- | ----- | ----- | ----- |
| 923  | 1 025 | 1 116 | 1 071 | 1 136 | 1 159 | 1 232 | 1 302 | 1 371 |

| 1901  | 1906  | 1911  | 1921  | 1926  | 1931  | 1936  | 1946  | 1954  |
| ----- | ----- | ----- | ----- | ----- | ----- | ----- | ----- | ----- |
| 1 459 | 1 586 | 1 550 | 1 637 | 1 542 | 1 615 | 1 849 | 2 066 | 2 131 |

| 1962  | 1968  | 1972 | - | - | - | - | - | - |
| ----- | ----- | ---- | - | - | - | - | - | - |
| 2 756 | 3 192 | -    | - | - | - | - | - | - |

| 1793 | 1800 | 1806 | 1821 | 1831 | 1836 | 1841 | 1846 | 1851 |
| ---- | ---- | ---- | ---- | ---- | ---- | ---- | ---- | ---- |
| 610  | 406  | 514  | 551  | 590  | 620  | 590  | 575  | 555  |

| 1856 | 1861 | 1866 | 1872 | 1876 | 1881 | 1886 | 1891 | 1896 |
| ---- | ---- | ---- | ---- | ---- | ---- | ---- | ---- | ---- |
| 576  | 524  | 529  | 477  | 509  | 512  | 489  | 484  | 462  |

| 1901 | 1906 | 1911 | 1921 | 1926 | 1931 | 1936 | 1946 | 1954 |
| ---- | ---- | ---- | ---- | ---- | ---- | ---- | ---- | ---- |
| 458  | 520  | 505  | 413  | 430  | 416  | 413  | 400  | 460  |

| 1962 | 1968 | 1972 | - | - | - | - | - | - |
| ---- | ---- | ---- | - | - | - | - | - | - |
| 476  | 457  | -    | - | - | - | - | - | - |

| 1793 | 1800 | 1806 | 1821 | 1831 | 1836 | 1841  | 1846  | 1851 |
| ---- | ---- | ---- | ---- | ---- | ---- | ----- | ----- | ---- |
| 694  | 714  | 741  | 715  | 868  | 866  | 1 010 | 1 099 | 920  |

| 1856 | 1861 | 1866  | 1872  | 1876  | 1881  | 1886  | 1891  | 1896  |
| ---- | ---- | ----- | ----- | ----- | ----- | ----- | ----- | ----- |
| 956  | 975  | 1 269 | 1 310 | 1 552 | 1 501 | 1 714 | 1 802 | 1 965 |

| 1901  | 1906  | 1911  | 1921  | 1926  | 1931  | 1936  | 1946  | 1954  |
| ----- | ----- | ----- | ----- | ----- | ----- | ----- | ----- | ----- |
| 2 203 | 2 335 | 2 385 | 2 376 | 2 371 | 2 504 | 2 646 | 2 777 | 2 817 |

| 1962  | 1968  | 1972 | - | - | - | - | - | - |
| ----- | ----- | ---- | - | - | - | - | - | - |
| 3 143 | 3 194 | -    | - | - | - | - | - | - |

| 1793  | 1800  | 1806  | 1821  | 1831  | 1836  | 1841  | 1846  | 1851  |
| ----- | ----- | ----- | ----- | ----- | ----- | ----- | ----- | ----- |
| 1 389 | 1 540 | 1 530 | 1 571 | 1 726 | 1 704 | 1 707 | 1 808 | 1 870 |

| 1856  | 1861  | 1866  | 1872  | 1876  | 1881  | 1886  | 1891  | 1896  |
| ----- | ----- | ----- | ----- | ----- | ----- | ----- | ----- | ----- |
| 1 902 | 1 924 | 1 911 | 1 998 | 2 002 | 2 030 | 2 104 | 2 147 | 2 200 |

| 1901  | 1906  | 1911  | 1921  | 1926  | 1931  | 1936  | 1946  | 1954  |
| ----- | ----- | ----- | ----- | ----- | ----- | ----- | ----- | ----- |
| 2 213 | 2 224 | 2 202 | 2 234 | 2 219 | 2 393 | 2 376 | 2 505 | 2 917 |

| 1962  | 1968  | 1972 | - | - | - | - | - | - |
| ----- | ----- | ---- | - | - | - | - | - | - |
| 3 228 | 3 235 | -    | - | - | - | - | - | - |

### Enseignement

#### Éducation secondaire
- Lycée Duplessis-Mornay (EPLE : Établissement public local d'enseignement) (lycée général)

Dès 1804, une école secondaire de garçons est créée et installée dans l'ancien couvent des Ursulines. Il ne reste aujourd'hui de ces bâtiments qu'une cloche muette dans le lanternon situé au-dessus de l'entrée principale. En 1876, le bâtiment néo-classique donnant sur la rue Duruy est construit. En 1881, la ville entreprend la construction d'un collège de jeunes filles avec un internat luxueux : cour bordée d'arcades, jardins, parcs. C'est l'une des premières villes de France à posséder un enseignement de ce type.
En 1884, M. Rigolage crée l'école industrielle de Saumur qui fusionnera deux ans plus tard avec le collège de garçons. Les deux collèges mènent leur vie propre jusqu'en 1946. En 1948, l'État crée un lycée à deux groupes, qui devient le lycée d’État mixte en 1956, sont alors construits l'internat de garçons, les locaux administratifs, les cuisines et les réfectoires.
L'École industrielle de Saumur est aujourd'hui associée à la communauté des « INDUS » associations d'anciens élèves spécialisés dans les moteurs à combustion interne.
En 1966, les derniers bâtiments constituant l'externat pour les classes de 6e et 5e sont édifiés et l'ancien « petit lycée » devient le collège Yolande-d'Anjou. Plusieurs travaux ont permis l'installation du bloc scientifique, la création du CDI, ainsi que l'aménagement de la cour d'honneur. En 1977, l'établissement se voit à nouveau coupé en deux conformément aux lois ministérielles. Ainsi le collège Yolande-d'Anjou devient indépendant juridiquement et administrativement. Dans la pratique, l'union subsiste par la demi-pension commune aux deux établissements. Après les lois sur la régionalisation de 1986, l'établissement devient « lycée polyvalent régional » puis le lycée Duplessis-Mornay en 1988. De 1989 à 1993, le lycée est restructuré et rénové. Enfin, celui-ci a fait l'objet récemment de nouveaux travaux de restructuration.
- Lycée polyvalent Sadi-Carnot - Jean Bertin (EPLE : lycée d'enseignement général et technologique et lycée d'enseignement professionnel) ;
- Lycée Saint-Louis (lycée général privé) ;
- Lycée des Ardilliers (lycée technologique et professionnel privé).

#### Enseignements supérieurs
Le campus de Saumur (université d'Angers) propose des formations liées au tourisme, patrimoine, aux services à la personne, à l'écotourisme, à l'œnotourisme, à l'hébergement de plein air et au secteur équestre.
Ces formations professionnalisantes associent des enseignements assurés par des universitaires mais aussi par des professionnels des filières concernés.
C'est un total de 350 étudiants qui sont accueillis dans un bâtiment du XVIe siècle au centre de la ville.

### Santé
Saumur possède un Centre Hospitalier de 459 lits et places (fin 2017) installé route de Fontevraud depuis 1997. L'ancien Hôtel-Dieu est situé rue Seigneur et a été transformé en bureaux et appartements, une partie a été détruite mais la chapelle de style Plantagenêt existe toujours.

### Culture
La médiathèque de Saumur est rattachée depuis 2006 au réseau des bibliothèques de la communauté d'agglomération de Saumur Loire Développement ; réseau qui compte dix-huit établissements.
Plusieurs animations culturelles se déroulent sur la ville, comme les Journées nationales du livre et du vin créées en 1996, et dont l'édition 2016 s'est déroulée du 9 et 10 avril avec près de cent-trente auteurs invités,, ou encore l'exposition internationale d'art naïf.

### Sports
Plusieurs infrastructures sportives sont disponibles sur la commune tels un stade omnisports, un complexe de terrains de basketball, handball et athlétisme, des piscines, des espaces de pratique du tennis, du golf, etc.
Des sports collectifs y sont pratiqués comme le football (Olympique de Saumur Football Club, AS Bayard Saumur, Entente sportive Saint-Lambert football), le basket-ball (Saumur Loire Basket 49), le volley-ball, le baseball, le rugby, et des sports individuels comme la boule de fort, les arts martiaux, l'équitation, avec notamment la présence de l'École nationale d'équitation, le parachutisme (centre-école régional de parachutisme sportif), etc.
Transports doux et loisirs : l'EuroVelo 6 ou EV6, également connue sous le nom de « véloroute des Fleuves », est une véloroute de type EuroVelo qui traverse Saumur en reliant Saint-Nazaire à Constanţa. C'est la plus connue véloroutes européennes, longue de 3 653 km, elle traverse l'Europe d'ouest en est, de l'océan Atlantique à la mer Noire en passant par dix pays. Elle suit l'itinéraire de trois des plus grands fleuves européens : la Loire, le Rhin et le Danube. Saumur est également une étape de l'itinéraire de La Loire à vélo (Cuffy - Saint-Brévin-les-Pins) ainsi que de l'itinéraire de la Vélo Francette (Ouistreham - La Rochelle).
Saumur accueille chaque année l'Anjou Vélo Vintage, un rassemblement de cyclistes utilisant d'anciennes bicyclettes.

### Cultes

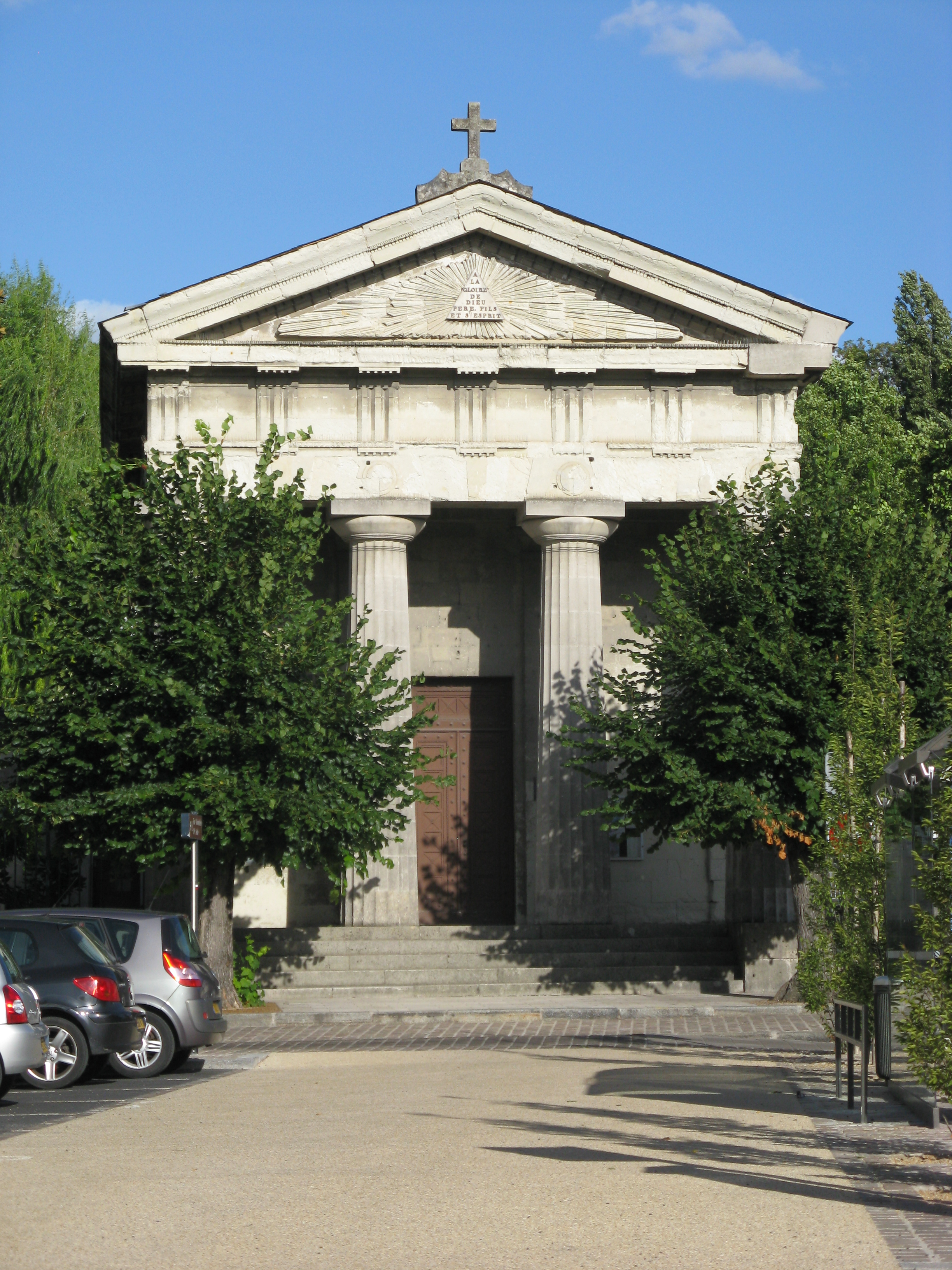
Temple protestant de Saumur.

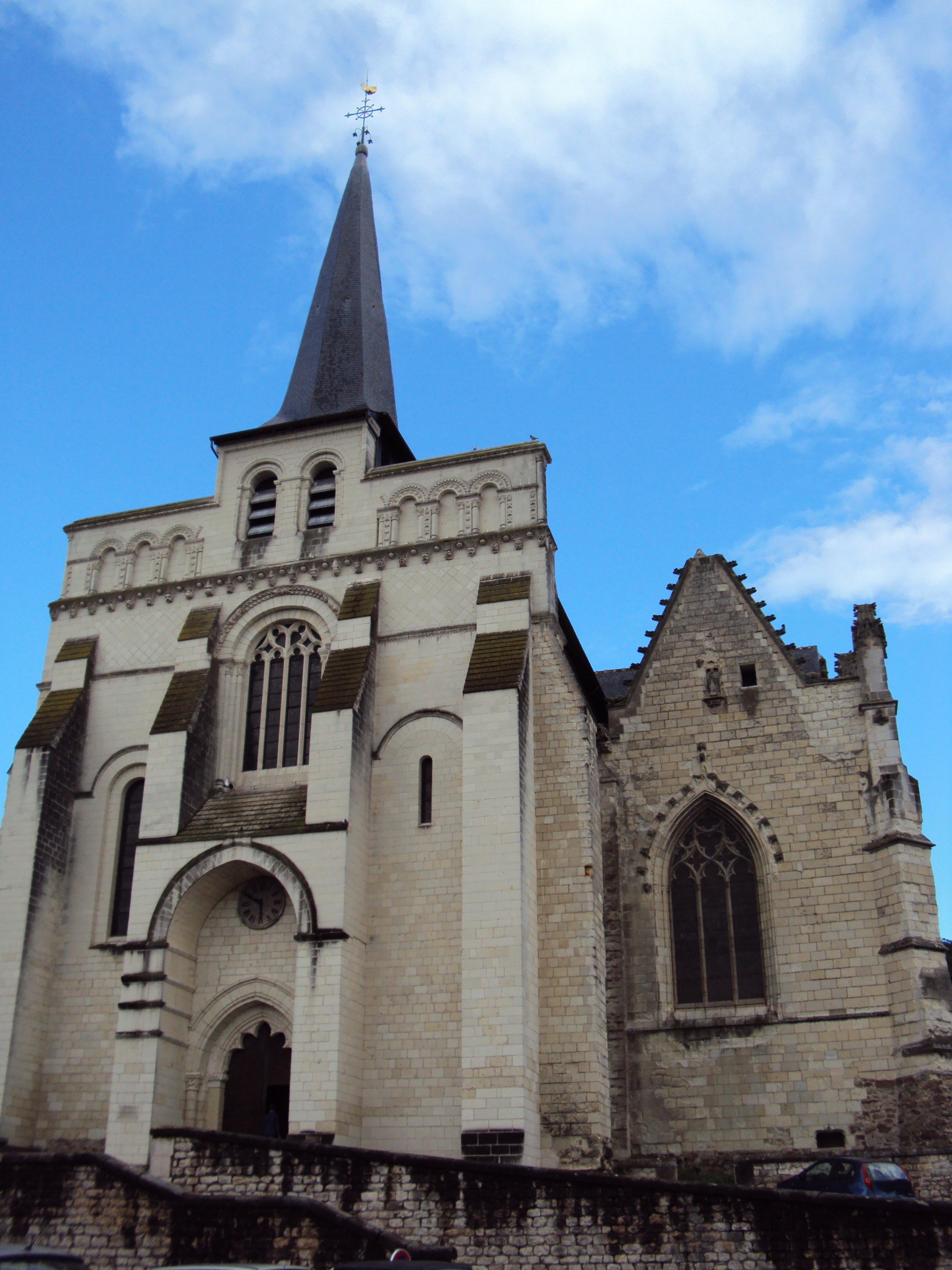
Notre-Dame-de-Nantilly.

Placée sous la dépendance de l'abbaye de Saint-Florent le Jeune, Saumur construit au Moyen Âge des églises de belle facture ; au total, elle compte seize édifices religieux classés parmi les monuments historiques. Des foules de pèlerins convergent vers la fontaine et la statue de Notre-Dame-des-Ardilliers ; une production de chapelets et d'objets de piété se développe dans le faubourg de Fenet.
À l'Académie protestante enseignent des professeurs réputés, comme Marc Duncan, Moïse Amyraut, Tanneguy Le Fèvre, Louis Cappel ou Josué de la Place. De nombreux étudiants étrangers (dont William Penn) la fréquentent jusqu'à sa fermeture en 1685. Face à cette nouvelle Genève, les catholiques se mobilisent et implantent dans la ville sept communautés religieuses, dont une d'oratoriens.
La nouvelle du massacre de la Saint-Barthélemy atteint Angers le 28 août : le comte de Montsoreau (mort en 1575) y fait impitoyablement massacrer les protestants.
Les catholiques de Saumur font partie du diocèse d'Angers et relèvent de la province ecclésiastique de Rennes.
Les paroisses de Saumur sont :
- Sainte Jeanne Delanoue ;
- Bienheureux Charles de Foucauld.

Les églises de Saumur sont :
- la chapelle royale du sanctuaire marial Notre-Dame-des-Ardilliers et la maison de l'Oratoire ;
- l'église Notre-Dame-de-Nantilly, la plus ancienne de Saumur (XIIe siècle), est de type roman. Louis XI y fit ajouter le bas-côté droit; l'oratoire ayant fait office de chapelle baptismale. À la droite de son chœur, se trouve la statue de Notre-Dame-de-Nantilly. Des atlantes viennent également supporter un buffet d'orgue datant de 1690 ;
- l'église Saint-Pierre dans le cœur du centre-ville (XIIe siècle - XIIIe siècle). À la suite de l'effondrement en 1674 de la façade gothique, elle présente depuis une façade classique. En 2017, après cinq ans de travaux plus quatre années d'attente, l'église est rouverte à la suite de la découverte d'une instabilité du sol ;
- l'église Saint-Nicolas ;
- l'église Notre-Dame-de-la-Visitation (fermée).

Il existe également un temple protestant et une mosquée.
Autres lieux de culte :
- la chapelle Sainte-Jeanne-Delanoue, située rue du Port-Cigongne, les messes y sont célébrées selon le rite tridentin par les prêtres de la Fraternité sacerdotale Saint-Pie-X.

### Vie militaire

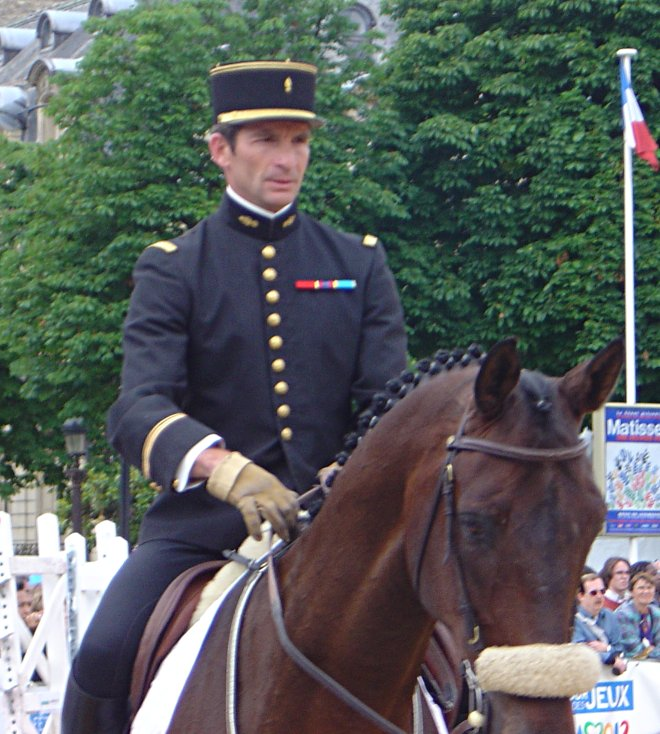
Cavalier du Cadre noir de Saumur.

Née au pied d'une forteresse implantée sur la colline du château, abritée derrière une enceinte urbaine à partir du XIVe siècle, la ville contrôle un passage très disputé sur la Loire. Elle devient le siège d'un gouvernement militaire, commandé par Philippe Duplessis-Mornay de 1589 à 1621, et apparaît alors comme l'une des capitales politiques du protestantisme français.
Deux brigades et l'état-major d'un régiment de carabiniers y sont installés en 1763. Le célèbre manège des Écuyers sera achevé en 1767 (il sera reconstruit en 1863). L'École prendra successivement le nom d’École d'instruction des troupes à cheval en 1814, d’École royale de cavalerie en 1825, et enfin, après 1945, d'École d'application de l'arme blindée cavalerie.
Le 20 juin 1828 eut lieu, sur la place du Chardonnet, le premier « Carrousel », donné en l'honneur de la duchesse de Berry. Depuis 1831, ces « carrousels » ont lieu tous les ans.
Ses instructeurs d'équitation donnent des reprises publiques de haute école sous l'appellation de Cadre Noir. Ville du cheval, Saumur devient, en 1972, le siège de l’École nationale d'équitation (E.N.E.).

## Économie

### Généralités
La navigation sur la Loire et sur le Thouet, l’existence d’un pont dès 1162 favorisent des activités commerciales et financières qui rayonnent sur un pays saumurois étendu et qui expliquent une morphologie de ville-pont, l’agglomération s’étirant le long d’un axe routier perpendiculaire aux deux rivières. La construction du pont Cessart de 1756 à 1770 fait s’étendre cet axe urbain plus à l’ouest. À partir des années 1850, les nouvelles voies ferrées supplantent le trafic fluvial.
Ce rôle commercial se renforce par la commercialisation des produits agricoles de sa périphérie rurale, notamment les vins, les céréales, les fruits et le chanvre. Plus tournée vers la tradition que vers la nouveauté, l’agglomération saumuroise aborde l’ère industrielle à partir de ses bases locales. L’ancien artisanat du chapelet est transformé en manufactures de médailles. Les carrières de tuffeau se révèlent propices à l’élaboration de vins effervescents selon la méthode champenoise, ainsi qu’à la culture des champignons de couche.
Saumur possède une antenne de la Chambre de commerce et d'industrie de Maine-et-Loire. Celle-ci gère l’aérodrome de Saumur - Saint-Florent.
En 2021, le taux de chômage à Saumur était de 11,5%, presque le double de la moyenne départementale qui était de 6,5% durant la même période.

### Tissu économique
Sur 2 490 établissements présents dans la commune à la fin de 2010, 4 % relèvent du secteur de l'agriculture (pour une moyenne de 17 % dans le département), 7 % du secteur de l'industrie, 6 % du secteur de la construction, 66 % de celui du commerce et des services et 17 % du secteur de l'administration et de la santé. Cinq ans plus tard, en 2015, sur les 2 752 établissements actifs, 3 % relevaient du secteur de l'agriculture (pour 11 % dans le département), 6 % du secteur de l'industrie, 5 % du secteur de la construction, 69 % de celui du commerce et des services et 16 % du secteur de l'administration et de la santé.

### Tourisme
On trouve à Saumur plusieurs sites touristiques culturels : le château-musée de Saumur abrite les collections municipales (arts décoratifs) et les collections du musée du Cheval. Sur le territoire de la commune, se trouvent aussi le musée des blindés, le musée du champignon, le site Pierres et Lumières et le musée du moteur.
Le parcours cyclotouristique La Loire à vélo traverse Saumur et draine de nombreux cyclistes. La ville se situe également sur les grands itinéraires des châteaux de la Loire.
Diverses animations, dont Anjou-Vélo-Vintage, au mois de juin, participent de l'attractivité touristique de la ville.
Bien qu'il n'y ait aucun rapport entre Bratislava, capitale de la Slovaquie et Saumur, les cités présentent un panorama assez similaire, avec un fleuve en premier plan (le Danube ou la Loire), un clocher qui pointe sa flèche vers le ciel, et en arrière-plan un château ceint de remparts et orné de quatre tours.

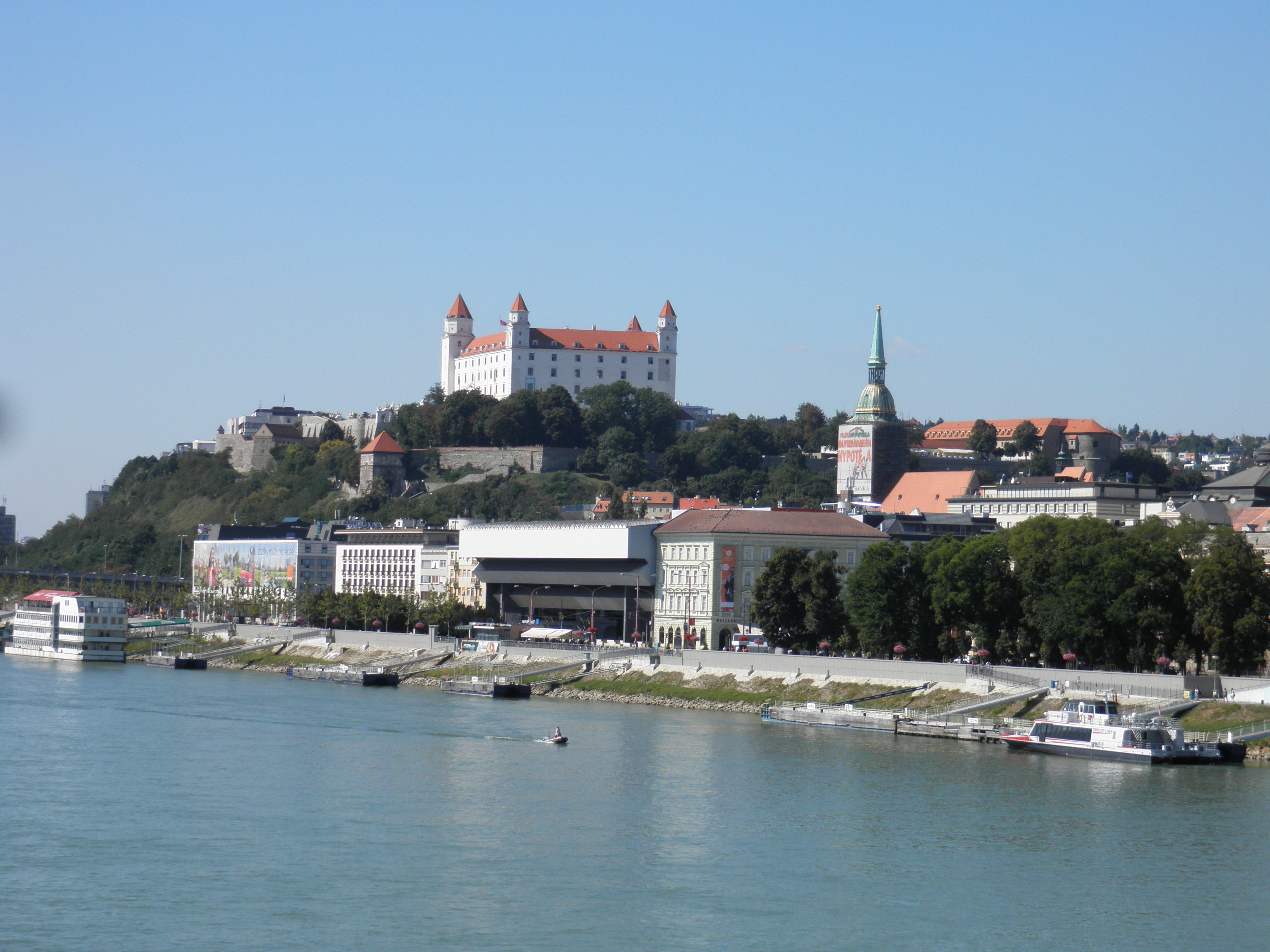
Panorama sur Bratislava (Slovaquie).
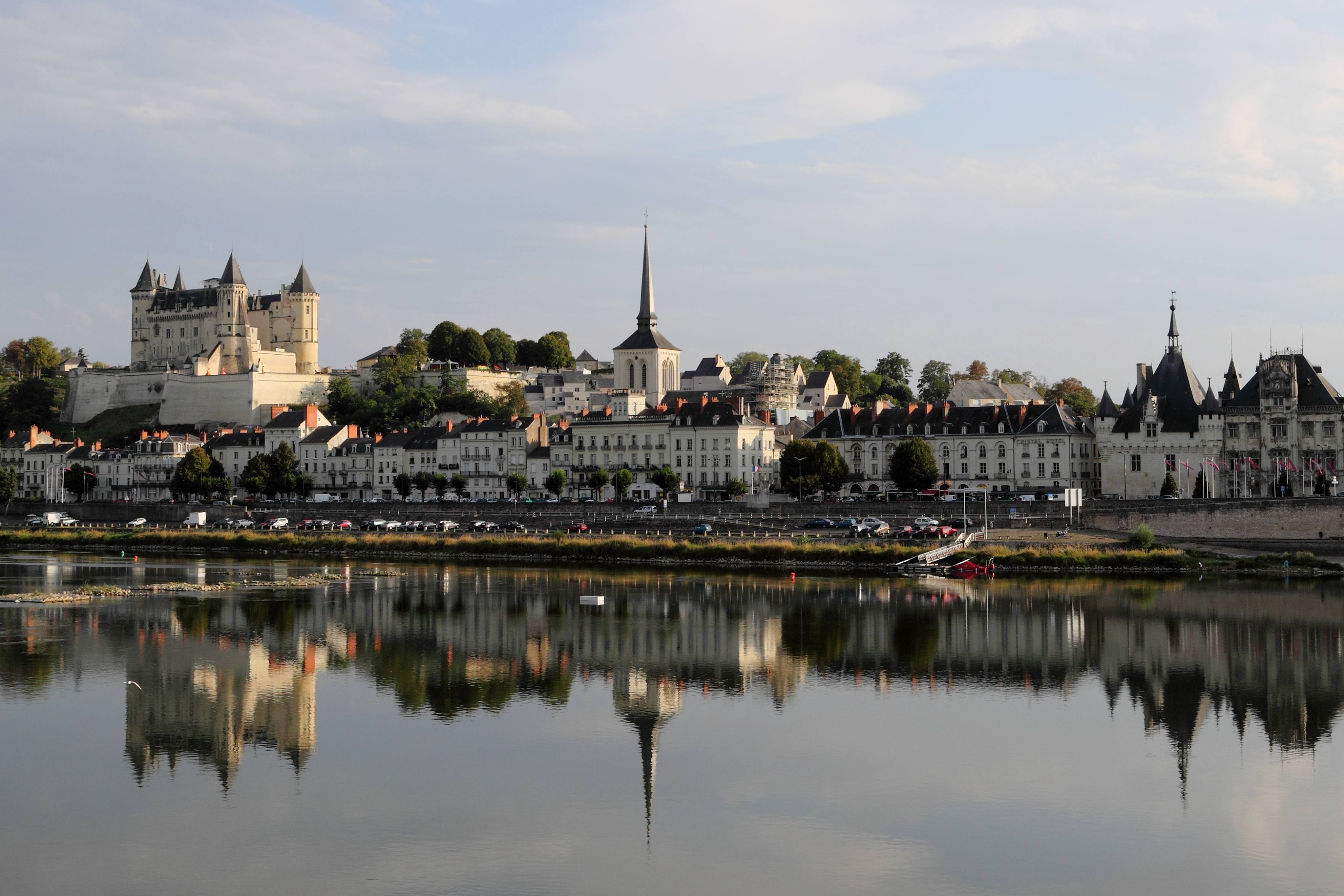
Panorama sur Saumur.

## Culture locale et patrimoine

### Patrimoine architectural
Saumur est une ville fleurie ayant obtenu trois fleurs au concours des villes et villages fleuris au palmarès 2006. Elle a été rétrogradée à deux fleurs lors du palmarès 2013.
Patrimoine religieux :

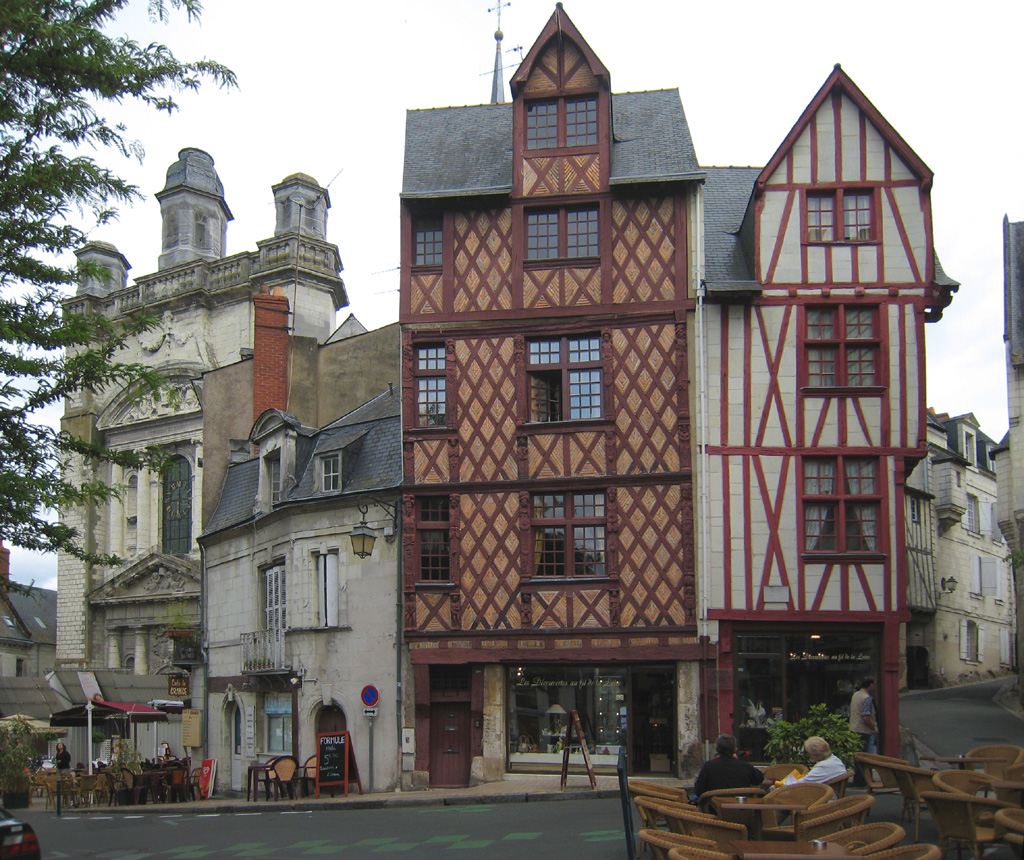
Maisons à pans de bois de la place Saint Pierre.

- le couvent Notre-Dame-de-la-Visitation, aujourd'hui caserne ;
- l'église Notre-Dame-de-Nantilly, plus ancienne de Saumur, construite dans la première moitié du XIIe siècle en style roman, ensuite dotée au XVe siècle d'un vaste bas-côté gothique édifié sur les ordres de Louis XI, classée monument historique depuis 1840[70] ;
- l'église Saint-Pierre (XIIe – XVIIe siècles) au clocher tors ;
- la chapelle Notre-Dame-des-Ardilliers et la maison de l'Oratoire ;
- l'église de Saint-Lambert des Levées (XIIIe siècle) ;
- la chapelle Saint-Jean ;
- le temple protestant (1843) ;
- le couvent Notre-Dame des Ardilliers ;
- l'église Saint-Nicolas.

Patrimoine civil :
- Le dolmen de Bagneux (néolithique) ;
- le château de Saumur (XIVe – XIXe siècles) ;
- l'École de cavalerie, appelée pendant quelques décennies École d'application de l'arme blindée cavalerie (ÉAABC), berceau du Cadre noir ;
- l'École nationale d'équitation fondée en 1814, lieu actuel d'enseignement du Cadre noir et centre de l'équitation française ;
- l'hôtel de ville ;
- l'hôtel Blancler ;
- le château de Beaulieu ;
- l'hôtel de Castellane (hôtel particulier ayant appartenu à la famille Aldebert et dans lequel la ville voulait installer un casino)[71] ;
- la maison de la reine de Sicile ;
- les hôtels du quartier ancien ;
- la maison des Compagnons du Devoir ;
- La maison Ackerman ;
- La maison de fines bulles Veuve Amiot, fondée en 1884 par Elisa Amiot et qui accueille toujours aujourd'hui les visiteurs sur le site originel de production.

### Patrimoine gastronomique
La maison Ackerman, la distillerie Combier, les vins effervescents de la zone d'appellation Saumur, sa proximité des terres de production du saumur-champigny, la tradition de production de champignons, asperges et autres légumes.[réf. nécessaire] font la réputation de la ville.

### Saumur dans la culture

#### Peinture

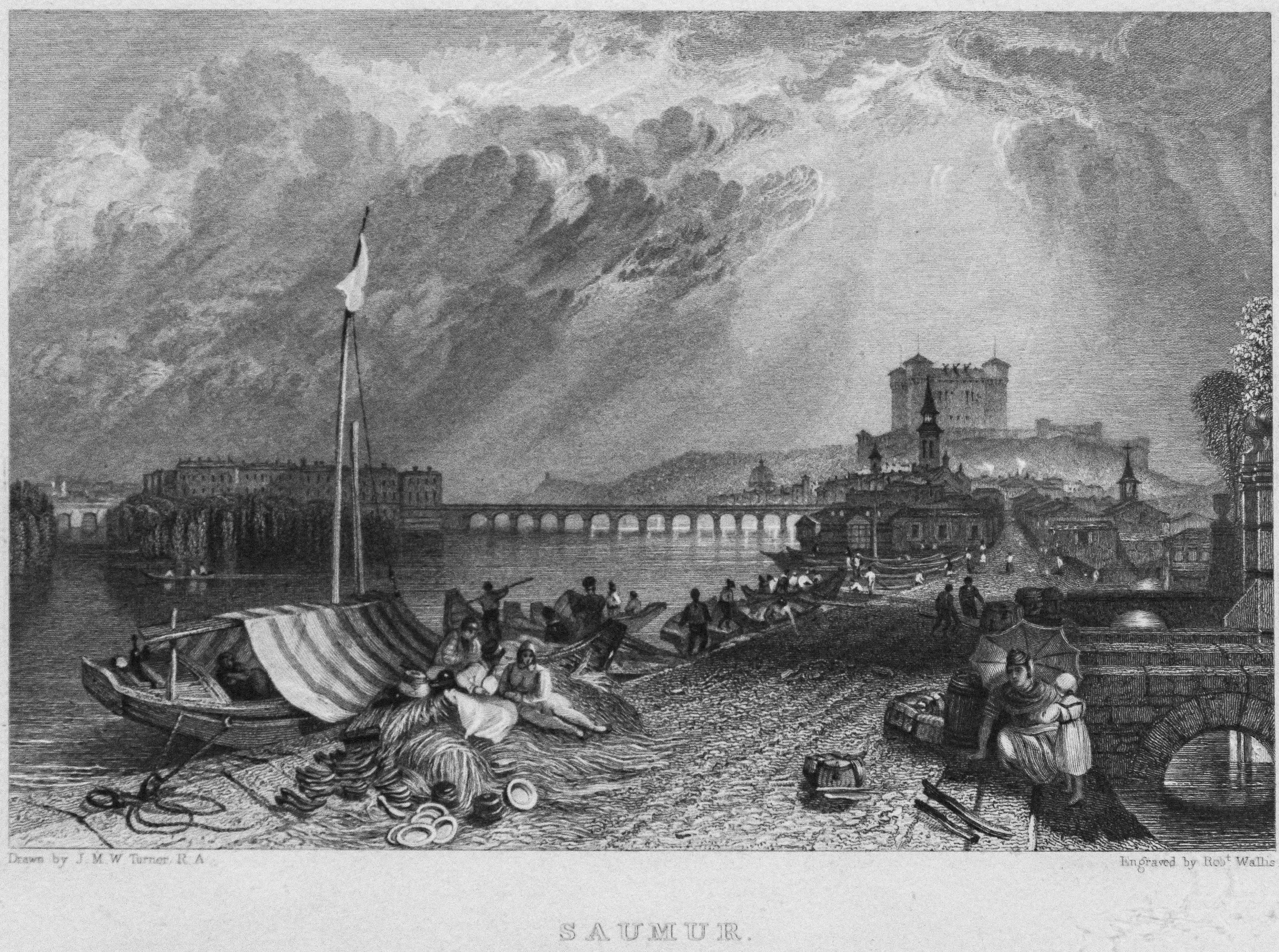
Saumur, gravé by Robert Wallis - William Turner.

William Turner a peint une vue panoramique de Saumur popularisée par la gravure qu'en a fait Robert Wallis en 1831.

#### Littérature
- Honoré de Balzac situe à Saumur, dans une période qui va de 1816 à 1827, son roman Eugénie Grandet, publié en 1834 ;
- Voltaire mentionne Saumur dans son œuvre L'Ingénu. Durant cet épisode, Voltaire met en avant l'histoire de Saumur très liée au protestantisme ;
- Une des scènes des Misérables de Victor Hugo se déroule à Saumur.

#### Musique
- Le deuxième album du groupe de hard rock français Trust contient une chanson nommée Saumur, particulièrement sévère pour la ville[72]. Il y a polémique sur l'origine de cette chanson, certains disent qu'il s'agit d'une réplique à une interdiction de se produire à Saumur au début des années 1980, d'autres citent une discussion avec Patrick Coutin à Londres : « Trust a un titre qui s’appelle « Saumur » et Bernie Bonvoisin l’a écrit après que je lui ai parlé de mon enfance à Saumur. J’étais un petit môme basané, donc, j’ai eu une enfance et une adolescence pas facile facile… Parce qu’à l’époque ce n’était pas très bien vu[73]. »

### Personnalités liées à la commune

#### XVesiècle
- Yolande d'Aragon (v.1380-1442) duchesse d'Anjou, propriétaire résidente du château de Saumur, belle-mère du roi Charles VII.
- René d'Anjou (1409-1480), duc d'Anjou, fils de Yolande d'Aragon.
- Jeanne la Panoncelle, recluse au reclusoir des Innocents à Paris.

#### XVIesiècle
- Philippe Duplessis-Mornay (1549-1623) fut gouverneur de Saumur de 1589 à 1621. Le lycée général de Saumur porte son nom.
- Louis Cappel (1585-1658), pédagogue et théologien calviniste y est mort.

#### XVIIesiècle
- Philippe Énault de Barbaucannes (1652-1708 ?), chirurgien, homme d'affaires et seigneur en Acadie y est né.
- Sainte Jeanne Delanoue (1666-1736), fondatrice des Sœurs de la Providence y est née et morte.
- William Penn (1644-1718), fondateur de la province de Pennsylvanie, qui deviendra plus tard l'état américain de Pennsylvanie y étudia.

#### XVIIIesiècle
- Pierre-Paul Lemercier de La Rivière de Saint-Médard (1719-1801), administrateur colonial et théoricien politique, y est né et est mort à Grigny (Essonne).
- Gabriel Jacques Lerivint (1741-1823), général des armées de la République et de l'Empire, y est mort.
- Jean-Louis de Dommaigné (1749-1793), général de l'armée française puis chef vendéen y est mort.
- Joseph Pierre François-Xavier Foullon de Doué (1750-1828), maître des requêtes et intendant, y est né.
- Louis-Charles-César Maupassant (1750-1793), négociant, agriculteur et député de Loire-Inférieure à l'Assemblée législative.
- Jean Riffault (1752-1826), chimiste, administrateur, homme politique, siège au Conseil des Anciens pour le département d'Indre-et-Loire.
- François Bontemps (1753-1811), général d'Empire y est né et mort.
- Louis Lemoine (1764-1842), général des armées de la République et de l'Empire y est né.
- Abel Ferdinand Aubert du Petit-Thouars, (1769-1829), homme politique français y est né.
- Louis-Jean-Nicolas-Charles Foucher (1769-1838), homme politique, député de la Mayenne y est né.
- Joseph-Toussaint Bonnemère (1769), a été conseiller du Roi en la sénéchaussée.
- Jacques Gabriel Victor Allain (1773-1852), militaire de l'armée de la République et de l'Empire y est né.
- Maurice-Augustin Bizard (1781-1848), magistrat et homme politique français y est né.
- Joseph-Toussaint Bonnemère (1789-1790), a été maire de Saumur.
- Félix Bodin (1795-1837), historien, écrivain, compositeur et homme politique français y est né.
- François Henri Allain-Targé (1798-1884), magistrat et homme politique français y est né.

#### XIXesiècle
- Victor Foucqueteau (1802-1863), homme politique né à Saumur, député d'Indre-et-Loire de 1848 à 1849.
- Jules-Auguste-Edmond Savouré (1804-1849), peintre français, né à Saint-Denis y est mort.
- Charles de Foucauld (1858-1916), officier de l'armée, explorateur, géographe puis religieux catholique, ermite et linguiste français, ancien élève de l'École de cavalerie.
- Jean-Eugène Fromageau (1822-1896), architecte, né et mort à Saumur.
- Charles Joly-Leterme (1805-1885), architecte, né à Baugé y est mort.
- Charles Louvet (1806-1882), ministre, député de Maine-et-Loire, né à Saumur le 22 octobre 1806
- Eugène Bonnemère (1813-1893), historien a été déclaré à la mairie de Saumur mais il est né à Varennes-sur-Loire.
- Adrien Persac (1823-1871), peintre ayant faire carrière en Louisiane.
- Paul Mayaud (1814-1881), industriel et homme politique français y est né.
- Charles Ernest Beulé (1826-1874), archéologue et homme politique français y est né.
- Jacques-Clément Targé-Bonnemère (1833-1839) a été conseiller général du Canton de Saumur-Nord.
- Eugène Leffet (1838-1909), homme politique, député d'Indre-et-Loire de 1893 à 1909.
- Marguerite Bellanger (1838-1886), de son vrai nom Julie Lebœuf, née à Saint-Lambert-des-Levées, comédienne.
- Charles Lair (1841-1919), collectionneur français y est né.
- Paul Leroy-Beaulieu (1843-1916), économiste et essayiste.
- Paul Bodin (1847-1926), ingénieur français y est né.
- Victor Boret (1872-1952), négociant en grains et homme politique, député de Loudun de 1910 à 1927 et sénateur de la Vienne de 1927 à 1942.
- Maurice de Becque (1878-1928), illustrateur et peintre français y est né.
- Coco Chanel (1883-1971), créatrice, modiste français y est née.
- André Auffray (1884-1953), cycliste sur piste français, champion olympique en 1908 y est né.
- Xavier Lesage (1885-1968), cavalier de l'armée française, écuyer en chef du Cadre noir de 1935 à 1939, champion olympique en individuel et par équipe.
- Alfred Benon (1887-1965), sculpteur français y est né.
- Eva Reynal (1893-1939), actrice française, y est née.
- Pierre Berjole (1897-1990), peintre, aquarelliste, illustrateur et décorateur français y est né.

#### XXesiècle
- Jean Touzet du Vigier (1888-1980), général de cavalerie, directeur des cours de cavalerie en 1931 à l'École de cavalerie de Saumur, défenseur de la Loire en 1940, commandant la 1re division blindée (1re DB) lors de la Libération.
- Lucie Bréard (1902-1988), athlète de demi fond française, y est morte.
- Marc Bouloiseau (1907-1999), historien, y est mort.
- Jean Féline (1908-1945), parolier, y est né.
- Pierre Goubert (1915-2012), grand historien, y est né.
- Jacques Bobet (1919-1996), producteur, scénariste, réalisateur et monteur français, y est né.
- Noëlla Rouget née Peaudeau (1919-2020), résistante et déportée, y est née le 25 décembre 1919.
- Georges Piroué (1920-2005), écrivain suisse, est mort à Dampierre-sur-Loire.
- Yves Robert (1920-2002), cinéaste français, y est né.
- Michel de Séréville (1922-2006), peintre et illustrateur français, y est né.
- Odile de Vasselot de Régné (1922-2025), résistante française et laïque consacrée de la Communauté apostolique Saint-François-Xavier y est née.
- Gérard Jarlot (1923-1966), journaliste, scénariste et écrivain français, y est né.
- Pierre-Noël Mayaud (1923-2006), prêtre jésuite, géophysicien et scientifique français, y est né.
- Bernard Mayaud (1925-2005), généalogiste français, y est né.
- Capucine (1928-1990), comédienne française, y a séjourné.
- Jack Le Goff (1931-2009), cavalier de concours complet français, y est mort.
- Karyn Balm (1939-1980), actrice française, y est née.
- Venceslas Kruta (1939-), historien français spécialisé en protohistoire, y est né.
- Michel Piron (1943-), homme politique français, député depuis 2002, y est né.
- Françoise Magrangeas (1949-2011) artiste (peinture, litho, costumes danse) y est née.
- Fanny Ardant (1949-), comédienne française, y est née.
- Bertrand Ract-Madoux (1953-), officier général, y est né.
- Christian Tortu (1954-), fleuriste et designer d'intérieur, y est né.
- Dominique Pinon (1955-), comédien français, y est né.
- Laurent Pernot (1955-), professeur et historien français, spécialiste de la rhétorique grecque antique, y est né.
- Joaquin Jimenez (1956-), créateur monétaire français, y est né.
- Thierry Pomel (1957-), cavalier de saut d'obstacles français, y est né.
- Alix de Saint-André (1957-), écrivaine et journaliste française (passa sa jeunesse à Saumur car son père fut Grand-Dieu (écuyer en chef) à l'E.N.E).
- Jean-Michel Gentil (1960-), magistrat français, y est né.
- Jean-Guy Talamoni (1960-), homme politique français, y est né.
- Didier Heyman (1961-), footballeur français, est né à Saumur.
- Philippe Vercruysse (1962-), international français de football, y est né.
- François Pécheux (1965-), journaliste français, y est né.
- Lionel Daudet (1968-), alpiniste français ayant traversé le Petit Ross et le Grand Ross sur les îles Kerguelen, y est né.
- Emmanuel Gobilliard (1968-), prélat catholique français, y est né.
- Tony Baillargeat (1970-), écrivain français, y est né.
- Bettina Goislard (1974-2003), employée française de l'ONU, première personne à mourir en mission en Afghanistan, en décembre 2001, y est née.
- Youna Dufournet (1993-), gymnaste artistique française, y est née.
- La Ruda (1993-2002) (anciennement « La Ruda Salska ») est un groupe de rock/ska de Saumur.
- Adrian Moțoc (1996-), joueur de rugby à XV franco-roumain et évoluant pour la Roumanie dans les compétitions internationales majeures  y est né.
- Olivier Dupin (1979-), auteur-illustrateur jeunesse, habite à Saumur.

### Héraldique
| Armoiries de 1986 | Blasonnement : « De gueules à une fasce d'argent maçonnée de sable, haussée, bretessée et contre-bretessée, accompagnée en pointe d'une lettre S d'or ; au chef cousu d'azur chargé de trois fleurs de lys aussi d'or. » Ornements extérieurs : Couronne : couronne murale à quatre tours ouvertes portants : deux chevaux bridés d'or devise : Moenia fallunt hostem, dextra domat tormentum (nos remparts bravent l'ennemi, nos bras triomphent des assauts). |